# المسيحية في فرنسا
تُشكل المسيحية في فرنسا أكثر الديانات انتشاراً بين السكان، ويرجع تاريخ أول سجلات مكتوبة للمسيحيين في فرنسا إلى القرن الثاني عندما كتب إيرينيئوس عن تفاصيل موت الأسقف بوثينوس من لوغدونوم إلى جانب الشهداء الآخرين من اضطهاد عام 177 للميلاد في ليون من قبل ماركوس أوريليوس. تاريخيًا فرنسا هي دولة كاثوليكية، وفرنسا هي أول دولة حديثة تعترف بها الكنيسة، وأطلقت عليها لقب «الابنة الكبرى للكنيسة»؛ قد تم الإعتراف بكلوفيس الأول ملك الفرنجة، من قبل البابوية بإعتباره حامي مصالح روما منذ عام 496. وفقًا لذلك، حمل ملوك فرنسا لقب ملك المسيحية (باللاتينية: Rex Christianissimus). وفي عام 800، توج البابا ليون الثالث شارلمان إمبراطوراً للإمبراطورية الرومانية المقدسة، مما شكل لاحقاً الأسس السياسيَّة والدينيَّة في العالم المسيحي في أوروبا وأسس بشكل جدي الإرتباط التاريخي الطويل بين الحكومة الفرنسية والكنيسة الكاثوليكية. أعقب الثورة الفرنسية (1789-1790) اضطهاد شديد للكنيسة الكاثوليكية تلتها عودة لنفوذ الكنيسة الكاثوليكية السياسي والإجتماعي على المجتمع حتى القرن العشرين. وفي الوقت الحاضر، تعد سياسة الدولة الحيادية المطلقة فيما يتعلق بالعقيدة الدينية، السياسة الرسمية لجمهورية فرنسا.
كانت الكاثوليكية ولأمد طويل الدين الرئيسي في فرنسا، وتُعرف فرنسا بتراثها الكاثوليكي الثقافي والغنيّ، حيث تمتلك فرنسا ثقافة كاثوليكية غنيَّة فهي مثل نظيراتها من الكنائس الأوروبية تملك مجموعة واسعة من الفنون والموسيقى المسيحيَّة، وتشرف الكنيسة الفرنسيَّة على واحد من أكبر مستودعات للعمارة الدينية والفنيَّة في العالم. كما وتربع على الكرسي الرسولي سبعة عشرة بابوات فرنسيين وهم داماسوس الأول، وكاليستوس الثالث، وإسكندر السادس، وبنديكت الثالث عشر. أنجبت فرنسا العديد من القديسين الكاثوليك ومن بين الأكثر شهرة في العالم المسيحي تريزا الطفل يسوع، والقديس إيرينيئوس، وجان دارك، وبرناديت سوبيروس، والملك لويس التاسع، والقديس فنسنت دي بول، والقديسة كاترين لابوريه وبرنارد من كليرفو.
اليوم فرنسا هي بلد علماني، وحرية الدين هو حق دستوري. تقوم السياسة الدينية الفرنسية على مفهوم العلمانية، والفصل الصارم بين الكنيسة والدولة التي بموجبها تكون الحياة العامة علمانية تمامًا. على الرغم من كون فرنسا دولة علمانية ما زالت المسيحية هي أكبر ديانة في فرنسا كما ما تزال الأعياد الدينية الكاثوليكية تعامل كعطل رسمية وطنية.

## تاريخ

### العصور المبكرة

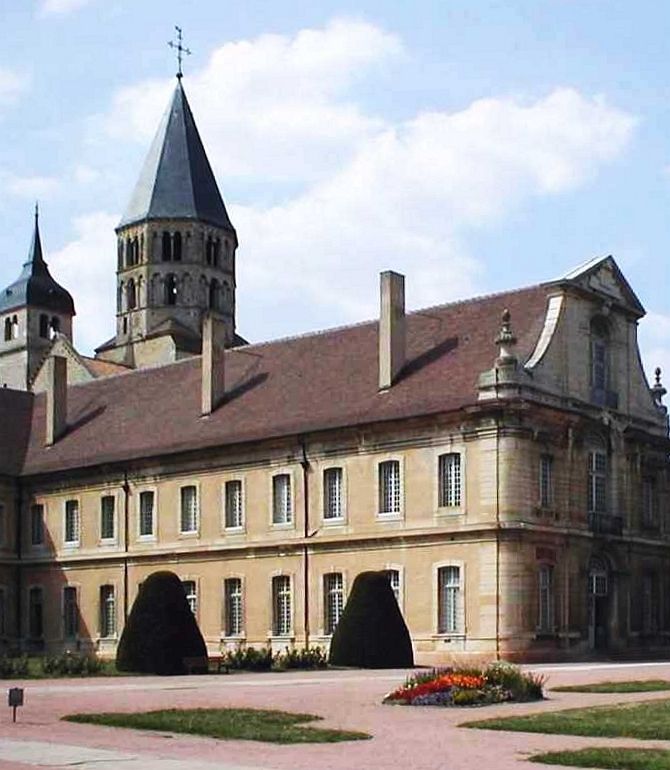
دير كلوني، كانت الأديرة معقل للعلوم والفكر والبحث العلمي خلال القرون الوسطى، وفيها تم حفظ الفكر والعلوم القديمة.

شهد تنصّر الفرنجة مرحلة تاريخية هامة في تاريخ الكنيسة الفرنسيَّة، في  إذ كانت فرنسا أول دولة حديثة تعترف بها الكنيسة، وأطلقت عليها لقب «الابنة الكبرى للكنيسة»؛ تم الإعتراف بكلوفيس الأول ملك الفرنجة، من قبل البابوية باعتباره حامي مصالح روما. وبقيت البابوية مع سقوط الإمبراطورية الرومانية الغربية القوّة الموحدة في العالم الغربي، وبفضل الرهبان وصلت المسيحية إلى سائر أنحاء ألمانيا والمجر وبولونيا وشمال أوروبا.
في أكتوبر 732م حدثت معركة بلاط الشهداء في موقع يقع بين مدينتي بواتييه وتور الفرنسيتين، وكانت بين قوات مسلمين تحت لواء الدولة الأموية، بقيادة والي الأندلس عبد الرحمن الغافقي من جهة، وقوات الفرنجة والبورغنديين بقيادة شارل مارتل من جهة أخرى، وانتهت بانتصار قوات الفرنجة وانسحاب جيش المسلمين بعد مقتل قائده عبد الرحمن الغافقي. انتصرت ن قوات الفرنجة في المعركة دون أن يكون لديهم سلاح فرسان. أشاد المؤرخون المسيحيون المتأخرون في فترة ما قبل القرن العشرين بشارل مارتل وعدّوه بطل المسيحية، واصفين المعركة بنقطة التحول الحاسمة في الكفاح ضد الإسلام، مما حفظ المسيحية كديانة لأوروبا. وفقًا للمؤرخ العسكري الحديث فيكتور ديفيس هانسون، فإن معظم مؤرخي القرنين الثامن عشر والتاسع عشر، رأوا أن المعركة أوقفت المد الإسلامي في أوروبا. لذا عدّها رانكه علامة فارقة في واحدة من أهم الحقب في تاريخ العالم.
في عام في 530 كتب بندكتس كتاب الحكمة الرهبانية، والذي أصبح نموذجًا لتنظيم الأديرة في جميع أنحاء أوروبا وفرنسا خصوصًا. هذه الاديرة الجديدة حافظت على الحِرف التقليدية والمهارات الفنيّة وحافظت أيضًا على الثقافة الفكرية والمخطوطات القديمة داخل مدارسها ومكتباتها. فضلًا عن توفير حياة روحية لرهبانها، كانت الأديرة أيضًا مركز إنتاج زراعي واقتصادي، لا سيما في المناطق النائية، وأصبحت الأديرة إحدى القنوات الرئيسية للحضارة. ومعظمها اشتهر في أيرلندا واسكتلندا وبلاد الغال وساهمت في النهضة الكارولنجية في القرن التاسع. أصبح شارلمان إمبراطور الإمبراطورية الرومانية المقدسة، وقد غزا البلدان المنخفضة، وشمال ووسط إيطاليا وفي عام 800 توّج البابا ليون الثالث شارلمان إمبراطورًا للإمبراطورية الرومانية المقدسة.
في أكتوبر من عام 732 حدثت معركة بلاط الشهداء في موقع يقع بين مدينتي بواتييه وتور الفرنسيتين، وكانت بين قوات مسلمين تحت لواء الدولة الأموية، بقيادة والي الأندلس عبد الرحمن الغافقي من جهة، وقوات الفرنجة والبورغنديين بقيادة شارل مارتل من جهة أخرى، وانتهت بانتصار قوات الفرنجة وانسحاب جيش المسلمين بعد مقتل قائده عبد الرحمن الغافقي. اعتبر مؤرخو الفرنجة في القرن التاسع، نتيجة المعركة حكم إلهي لصالح الفرنجة. وانتصرت قوات الفرنجة  في المعركة دون أن يكون لديهم سلاح فرسان. أشاد المؤرخون المسيحيون المتأخرون في فترة ما قبل القرن العشرين بشارل مارتل وعدّوه بطل المسيحية، واصفين المعركة بنقطة التحول الحاسمة في الكفاح ضد الإسلام، مما حفظ المسيحية كديانة لأوروبا. وفقًا للمؤرخ العسكري الحديث فيكتور ديفيس هانسون، فإن معظم مؤرخي القرنين الثامن عشر والتاسع عشر، رأوا أن المعركة أوقفت المد الإسلامي في أوروبا. لذا عدّها رانكه علامة فارقة في واحدة من أهم الحقب في تاريخ العالم. أسهمت المعركة أسهمت في تأسيس الإمبراطورية الكارولنجية وهيمنة الفرنجة على أوروبا في القرن التالي. ويتفق معظم المؤرخين على أن نشأة القوة الفرنجية في أوروبا الغربية حددت مصير القارة، وأن هذه المعركة أكدت سلطتها.

### العصور الوسطى

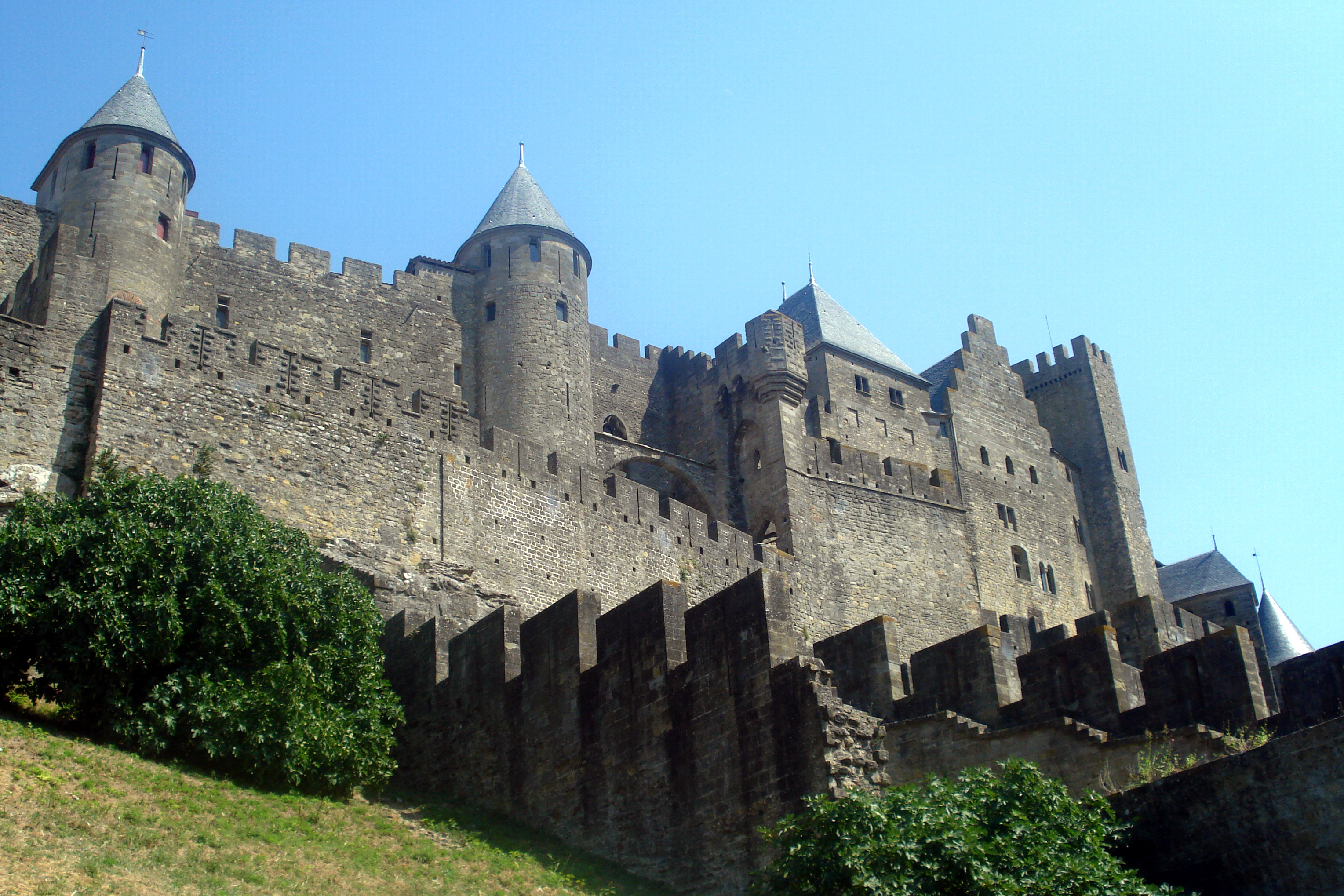
ترتبط قلعة قرقشونة بتاريخ الكاثار.

ظهر الكاثار في أوروبا في منطقة لانغيدوك بفرنسا في القرن الحادي عشر وهذا ما يظهر عند ظهور الاسم لأول مرة. كان يُعرف الملتحقين أحيانًا باسم ألبَجْنَسِيُّون أو الألبيجيون، تيمناً بمدينة ألبي الواقعة في جنوب فرنسا حيث بدأت الحركة فيها بالبداية. وانتعشت لاحقاً في بعض مناطق أوروبا الجنوبية، ولا سيما ما هو الآن شمال إيطاليا وجنوب فرنسا، بين القرنين الثاني عشر والرابع عشر. كان يُعرف الأتباع باسم الكاثار، وقد آمنوا بالتقمص أو تناسخ الآرواح. شجبت الكنيسة الكاثوليكية الممارسات لكاثاريّة، وقد اعتبرتها الكنيسة الرومانية الكاثوليكية آنذاك أنها طائفة خارجة عن الدين المسيحي. ومنذ بداية عهده، حاول البابا إينوسنت الثالث إنهاء الحركة الكاثارية عن طريق إرسال المبشرين وإقناع السلطات المحلية بالعمل ضدهم. في عام 1208 قُتل المندوب البابوي بيير دي كاستيلنو في إينوس أثناء عودته إلى روما بعد إعلانه الحرمان الكنسي للكونت ريمون السادس من تولوز، والذي كان في نظره متساهلاً للغاية مع الكاثار. وثم تخلى البابا  إينوسنت الثالث عن خيار إرسال المبشرين والحقوقيين الكاثوليك، وأُعلن عن بيير دي كاستيلنو شهيدًا وقام بأطلاق الحملة الصليبية على الكثار والتي قضت على الحركة الكاثارية بشكل نهائي.
لم تكن سلطة كنيسة القرون الوسطى دينية فقط بل دنيوية أيضًا، تمثلت بالدولة البابوية التي ثبتت أركانها في القرن الحادي عشر؛ وتمثلت أيضًا بالدور القيادي في السياسة الذي لعبه البابا كوسيط بين مختلف ملوك أوروبا، دعا البابا أوربانوس الثاني سنة 1094 خلال مجمع كليرمونت جنوب فرنسا إلى استرجاع الأراضي المقدسة، والتي كانت فاتحة لسلسلة من الحملات الصليبية العسكرية في فلسطين وأماكن أخرى، والتي بدأت في الاستجابة لنداءات من الإمبراطور البيزنطي ألكسيوس الأول للحصول على مساعدات من العالم المسيحي ضد التوسع التركي. فشلت الحروب الصليبية بنهاية المطاف في تحقيق أهدافها وساهمت حتى في العداء الداخلي بين المسيحيين احتلال القسطنطينية خلال الحملة الصليبية الرابعة.

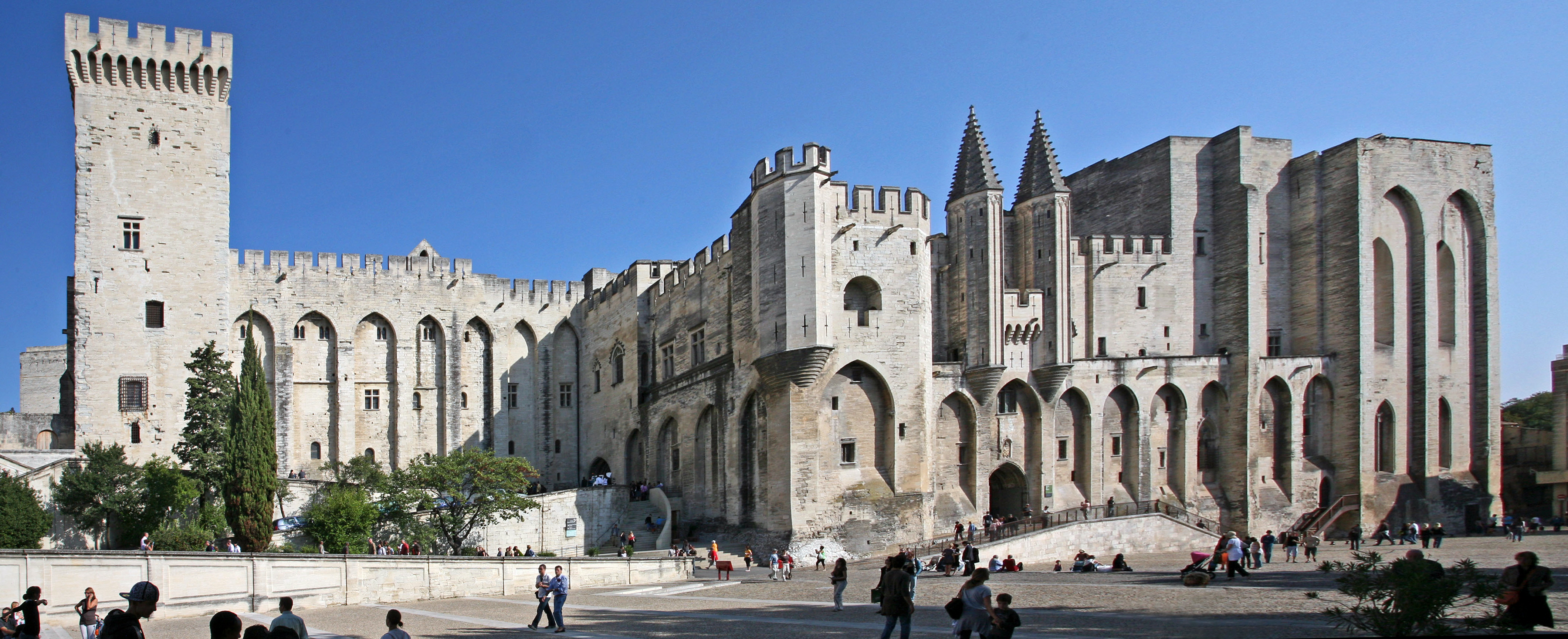
مقر إقامة البابا في أفنيغون بفرنسا، وقد أتبعت لاحقًا بالولايات البابوية.

قام لويس التاسع ملك فرنسا قيادة الحملة الصليبية السابعة عام 1248، حتى يأخذ بيت المقدس من أيدي سلاطين مصر، كانت وجهته الأولى دمياط في مصر واحتلها عام 1249، إلا أنه هزم ثم أسر في أولى مواجهاته في المنصورة عام 1250. وبعد أن افتدى نفسه من الأسر، استقر في الشام لمدة أربع سنوات (1250-1254)، ليعود بعدها إلى فرنسا حيث قام بإعادة تنظيم أجهزة الدولة ووطد دعائم السلطة الملكية، كما أرسى قواعد أولى المؤسسات البرلمانية. وكانت له العديد من الأعمال الأخرى مثل تشييد الكنيسة الملحقة بقصره في باريس الكنيسة المقدسة، والتي تعدّ من الشواهد البارزة على فن العمارة القوطي وتشتهر بزجاجياتها المتنوعة، وجامعة السوربون والتي خصصت لأبناء العائلات الفقيرة ممن يريدون دراسة علم اللاهوت، ثم ملجأ الـ«العشرينات الخمسة عشر» والذي خصصه للعميان المعوزين. وقام عام 1270 وبالرغم من نصيحة أتباعه بقيادة الحملة الصليبية الثامنة وأبحر نحو تونس آملا في حمل سلطتنها الحفصي على اعتناق المسيحية ومن ثمة الانطلاق نحو مصر التي كانت مفتاحه في احتلال بيت المقدس توفي الملك بمجرد أن وطئت قدماه البلاد عام 1270. وفي عام 1297 قامت الكنسية الكاثوليكية بإعلان تطويبه وإدراجه في قائمة القديسين.
وشهدت تلك الفترة عدة محاولات لتحسين الأوضاع، غير أنها عمومًا كانت ذات أثر محدود. أبرز المحاولات الإصلاحية صدور المدونة القانونية أو دستور الخاص بالولايات البابوية (باللاتينية: Sanctæ Constitutiones Matris Ecclesiæ) عام 1357، وظل العمل بهذا الدستور ساريًا حتى استبداله العام 1816. وبالتالي تكون الفاتيكان من أوائل دول العالم التي وضعت دستور منظم لحياتها السياسية والاجتماعية.

، بريشة جان أوغست دومينيك آنغر (1854).

بدءًا من العام 1305 وحتى عام 1417 اتخذ قسم من البابوات أفنيغون في جنوب فرنسا مقرًا لهم في حين ظل القسم الآخر في روما، وتعترف الكنيسة الكاثوليكية اليوم بشرعية كلا البابوين خلال تلك الفترة، بيد أن بابوات روما كانوا فعليًا تحت سيطرة الأباطرة الرومانيين، ما أدى إلى إضعاف موقعهم. كذلك الحال بالنسبة للولايات البابوية، فعلى الرغم من أن الكيان لم يتم احتلاله وإتباعه للإمبراطورية الرومانية المقدسة، إلا أنّه قد أصبح بحكم الأمر الواقع تابعًا لها. تزامن ذلك مع انتشار الفقر والفوضى واستبداد حكم الإقطاع المحلي. 
حاول بعض بابوات أفنيغون العودة إلى روما، منهم البابا أوربان الخامس عام 1367 لكن عملية إعادة الوحدة لم تكن قد نضجت بعد، فاضطر البابا إلى العودة إلى فرنسا عام 1370 واستقر مجددًا في أفنيغون التي كانت قد أعلنت جزءًا من الولايات البابوية، وقد ظلت تابعة لها حتى بعد عودة البابا إلى روما، ولم تعد لحكم الدولة الفرنسية إلا في أعقاب الثورة الفرنسية عام 1789.
بدءًا من عام 1378 تعددت محاولات السيطرة على الكرسي البابوي بين الأباطرة والطامعين في الحصول على الكرسي الرسولي، يطلق على هذه الفترة من تاريخ الفاتيكان عمومًا اسم «الجدل الكبير» الذي حُلّ أخيرًا عام 1417، من خلال مجمع كونستانس والذي انتخب في أعقابه البابا مارتن الخامس حبرًا للكنيسة الكاثوليكية جمعاء، منهيًا بذلك حوالي قرن من الانشقاق. وكانت من بين أسباب فترة بابوية أفينيون خلال الأعوام 1305 حتى 1378 الصراع بين البابوية والتاج الفرنسي.
في عام 1412 ولدت جان دارك لعائلة من الفلاحين في الوسط الشرقي من فرنسا عام، وهي شخصية تُعدّ بطلة قومية فرنسية وقديسة في الكنيسة الرومانية الكاثوليكية. ادّعت جان دارك الإلهام الإلهي، وقادت الجيش الفرنسي إلى عدة انتصارات مهمّة خلال حرب المئة عام، ممهدةً بذلك الطريق لتتويج شارل السابع ملكاً على البلاد. قُبض عليها بعد ذلك وأُرسلت إلى الإنجليز مقابل المال، وحوكمت بتهمة «العصيان والزندقة»، ثم أُعدمت حرقاً في 30 مايو 1431 بتهمة الهرطقة عندما كانت تبلغ 19 عاماً. ادّعت جان دارك بأنها رأت الله في رؤيا يأمرها بدعم شارل السابع واستعادة فرنسا من السيطرة الإنجليزية في أواخر حرب المئة عام. بعثها الملك غير المتوّج شارل السابع إلى حصار أورليان، حيث حققت هناك أولى انتصاراتها العسكرية الكبيرة، تبعها عدة انتصارات سريعة أخرى أدّت في نهاية المطاف إلى تتويج شارل السابع في ريمس.

### عصر الإصلاح البروتستانتي والنهضة

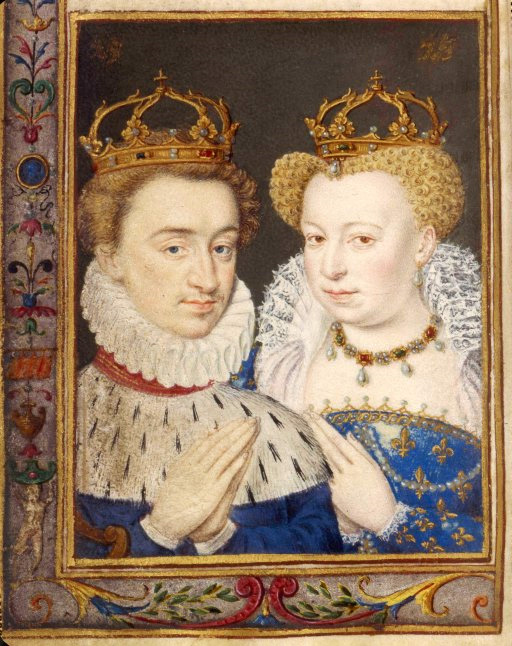
أدى الزواج بين البروتستانتي هنري دي نافار وشقيقة الملك شارل التاسع ملك فرنسا الكاثوليكية كارجريت دي فالوا إلى أزمة سياسيَّة في المملكة الفرنسيَّة.

كان نشوء البروتستانتية السبب الرئيس لاندلاع حروب فرنسا الدينية وهي سلسلة من حروب تتكون من ثماني حروب، قامت بتخريب مملكة فرنسا في النصف الثاني من القرن السادس عشر، حيث كانت المواجهة بها بين الكاثوليك الفرنسيين والبروتستانت والذي يُطلق عليهم أيضاً هوغونوتيون: حين اندلعت حرب أهلية بين الكاثوليك والبروتستانت سنة 1562 تلتها مذبحة سان بارتيليمي التي وجهت ضد البروتستانت عام 1572؛ ومن أحد أسباب  مذبحة سان بارتيليمي الزواج بين البروتستانتي هنري دي نافار وشقيقة الملك شارل التاسع ملك فرنسا الكاثوليكية كارجريت دي فالوا. وقد أدت المذبحة إلى تحول هنري الرابع الذي جاء للسيطرة تدرجيًا علي رئاسة البروتستانت إلى الكاثوليكية بعد مذبحة سان بارتيليمي. وبصرف النظر عن العامل الديني، كانت هذه الحروب أيضًا صراع على السلطة بين بيت جيز الكاثوليكي وآل بوربون الداعمين للبروتستانت.
بعد موت فرانسوا الثاني في ديسمبر 1560، أخذت كاترين دي ميديشي الوصاية علي تشارلز التاسع نظراً لصغر سنه ،فكان لديه عشر سنوات. وقد أبعدت الجيز عن الحكم وبحثت مع المستشار مايكل دي لوسبيتال لكي تسعي إلي أرض مشتركة بين الكاثوليك والبروتستانت. أدي النقاش الديني إلي ولادة نقاش سياسي حاد. في أواخر عهد الملك هنري الثاني سُيس الصراع. وبدأت الحروب الدينيَّة بفرنسا عام 1562 وتواصلت حتى عام 1598، وتخللتها فترات سلام مع تطبيق مرسوم سلام نانت. وقد وُجد امتداد للحروب الدينية بفرنسا في القرن السابع عشر مع حصار لا روشيل وإلغاء معاهدة سلام نانت، وفي القرن الثامن عشر مع حروب الكاميسارد مع البروتستانت الفرنسيين؛ حتى تم وقف الإضطهادات في ظل حكم لويس السادس عشر ومعاهدة فرساي عام 1787.
خلال عصر الإصلاح البروتستانتي توارث أبناء سلالة الملوك الكاثوليك لقب الملوك الكاثوليك، ومن السلالات الملكية التي اتخذت لقب الملوك الكاثوليك كل من آل هابسبورغ في النمسا والمجر وآل سافوي في إيطاليا وآل بوربون في فرنسا وإسبانيا، الذين أعتبروا حماة الكنيسة الكاثوليكية، عقب الإصلاح البروتستانتي. أخذت النزعات القومية بالظهور في فرنسا خلال النصف الثاني من القرن السابع عشر، ممثلة باستقلالية الملوك الكاثوليك عن البابوية، وظهر أيضًا في القرن السابع عشر مبدأ «الحق الإلهي» من قبل الملوك لتبرير الحكم المطلق، ومن هؤلاء لويس الرابع عشر الذي زعم أن سلطته الممنوحة له من الله لا حقّ لأحد من رعاياه حدها. كما وصل رجال دين كاثوليك مناصب هامة وخطيرة في المملكة الفرنسيَّة مثل الكاردينال ريشيليو مؤسس أكاديمية اللغة الفرنسية والذي كان وزير الملك الفرنسي لويس الثالث عشر والكاردينال جول مازاران وكان رئيس الوزراء في عهد لويس الرابع عشر. كان لويس الرابع عشر ملكاً متديناً ورعاً ورأى نفسه رئيساً وحامياً للكنيسة الغاليكية. وقام لويس يومياً إتباع الطقوس الليتورجية بانتظام. وتحت تأثير زوجته الثانية مدام دو مانتينون المتدينة للغاية، أصبح أكثر إلتزاماً بكثير في ممارسة عقيدته الكاثوليكية. وشمل ذلك حظر عروض الأوبرا والكوميديا خلال الصوم الكبير. وفي نحو منتصف ونهاية فترة حكمه، كان مركز الإحتفالات الدينية للملك عادةً مصلى شابيل في قصر فرساي. كان التفاخر سمة مميزة للقداس اليومي، والإحتفالات السنوية، مثل احتفالات أسبوع الآلام، والاحتفالات الخاصة. وأنشأ لويس مؤسسة بعثات باريس التبشيرية، لكن تحالفه غير الرسمي مع الدولة العثمانية انتُقد بسبب تقويضه للعالم المسيحي.

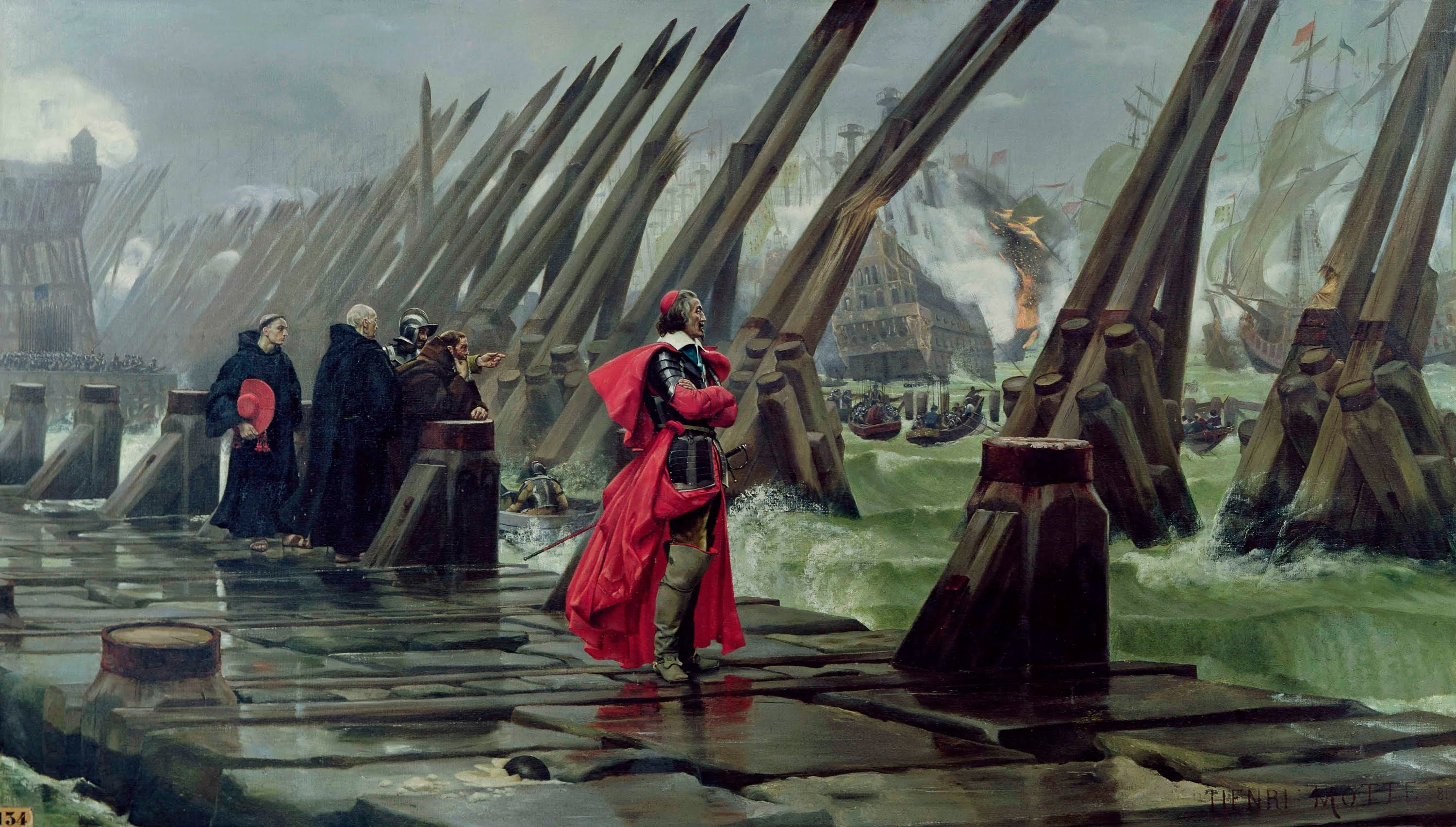
لوحة تصور الكاردينال ريشيليو خلال حصار لاروشيل، والذي شكل ذروة الصراع بين الكاثوليك والبروتستانت في فرنسا، وانتهى بانتصار كامل للملك لويس الثالث عشر والكاثوليك.

بنهاية القرن السابع عشر، فرّ نحو 200,000 هوغونوتي بروتستانتي من فرنسا بعد سلسلة من الاضطهادات الدينية إلى البلدان البروتستانتية مثل إنجلترا وويلز والدانمارك وسويسرا وجمهورية هولندا ومرغريفية براندنبورغ وبالاتينات الانتخابية (كلاهما في الإمبراطورية الرومانية المقدسة) ودوقية بروسيا، إضافة إلى مستعمرة رأس الرجاء الهولندية (جنوب أفريقيا الآن) والثلاثة عشرة مستعمرة الإنجليزية في أمريكا الشمالية. أعتبرت هجرة الهوغونوتيين هجرة الأدمغة، إذ كان عدد كبير منهم من المتعلمين والحرفيين والبرجوازيين، في المهجر عمل الهوغونوتيين في إنشاء البنوك وعملوا في الذهب والتجارة.
في عام 1764، وبناءاً على دعوة من مدام دي بومبادور، ووزير الخارجية دوك دو شوسيول، قرر لويس الخامس عشر قمع النظام اليسوعي في فرنسا. بلغ عدد اليسوعيين في فرنسا آنذاك 3,500 راهب؛ وكان لديهم 150 مؤسسة تعليمية في فرنسا، بما في ذلك 85 كلية، والتي كانت الأفضل على مستوى فرنسا؛ ومن أبرز من درس في المدارس اليسوعية كل من فولتير ودنيس ديدرو. بدأ التحريض ضد اليسوعيين في عام 1760 في مقاطعة بارلمنتس، حيث كان الغاليانيين، المؤيدين لنسخة فرنسية محددة من الكاثوليكية، قوية. كانت الشكوى ضد اليسوعيين أنهم كانوا مستقلين عن سلطة الملك والكنيسة الرسميَّة في فرنسا. كان اليسوعيين قد طُردوا بالفعل من البرتغال ومستعمرتها البرازيل في عام 1759، بسبب النزاعات مع الحكومة والتسلسل الهرمي للكنيسة هناك. الحملة ضد اليسوعيين قسمت العائلة المالكة الفرنسية؛ حيث دعم حصل اليسوعيين على الدعم من قبل كل من لويس دوفين ابن لويس الخامس عشر وبناته والملكة ماريا ليزينسكا، بينما أرادت مدام دي بومبادور، التي تعرضت لإنتقادات من اليسوعيين بسبب نفوذها في البلاط، رحيلهم. أعلن الملك غير الحاسم بعد عامين أنه اتخذ القرار ضد مشاعره الخاصة. غادر اليسوعيين، ورحب بهم في بروسيا والإمبراطورية الروسية. أدى رحيل اليسوعيين إلى اضعاف الكنيسة في فرنسا، وأضعاف سلطة الملك بشكل خاص، والذي تصرف نيابة عن البرلمان ضد معتقداته الخاصة.
عشية الثورة الفرنسية في مارس 1791، كان البابا بيوس السادس قد أدان «نظام الحقوق المدنية لرجال الدين»، الذي وقعه على مضض لويس السادس عشر، والذي قلص عدد الأساقفة من 132 إلى 93، وفرض انتخاب الأساقفة وجميع أعضاء رجال الدين من قبل المجالس الانتخابية أو الدوائر الانتخابية، وقلص سلطة البابا على الكنيسة. وكان قد لعب الدين دوراً مهماً في حياة كل من ماري أنطوانيت ولويس السادس عشر، وكلاهما نشأ في العقيدة الرومانية الكاثوليكية. استندت الأفكار السياسية للملكة ماري أنطوانيت وإيمانها بالقوة المطلقة للملوك إلى تقليد فرنسا الراسخ للحق الإلهي للملوك. نجت ابنة لويس السادس عشر، ماري تيريز شارلوت، من الثورة الفرنسية، وقد ضغطت في روما بقوة من أجل تقديس والدها كقديس في كنيسة الكاثوليكية. على الرغم من توقيعه على «نظام الحقوق المدنية لرجال الدين»، فقد وصف لويس السادس عشر بالشهيد من قبل البابا بيوس السادس في عام 1793. وفي عام 1820، وضعت مذكرة من قبل مجمع العبادة الإلهية، والتي تعلن استحالة إثبات أن لويس السادس عشر قد أُعدم لأسباب دينيَّة وليست سياسية، حدا لآمال إعلان قداسته.

### الثورة الفرنسية

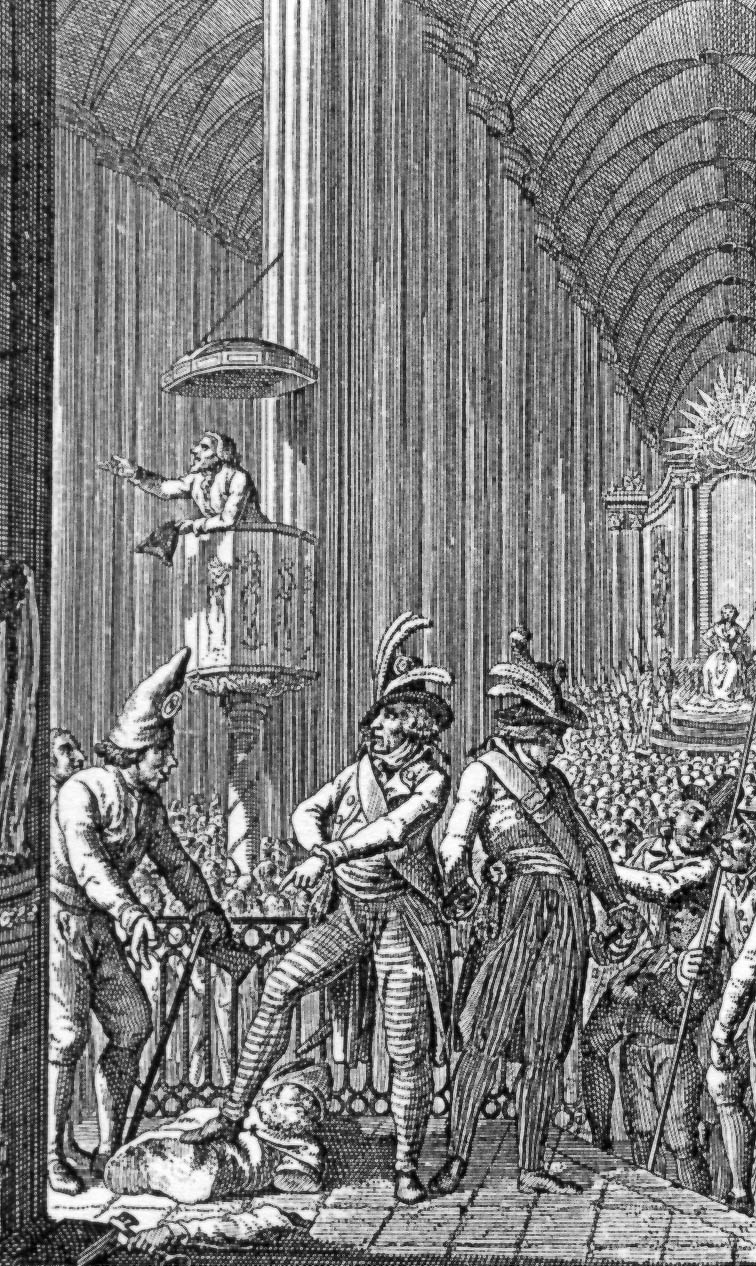
فوضى داخل كنيسة في ستراسبورغ، بعد اقتحامها خلال الثورة الفرنسية.

كانت الكنيسة الكاثوليكية أكبر مالك للأراضي في المملكة الفرنسيّة، إذ يعتبر 10% من الأراضي الفرنسية ملك شخصي لها. سوى ذلك، فقد كانت معفاة من الضرائب، ولها حق إدارة العشور، أي دفع المواطن الكاثوليكي 10% من دخله ليعاد توزيعه على الأكثر فقرًا ومن لا دخل لهم، وسلسلة امتيازات تشريفية أخرى. كانت مجموعة من الفرنسيين تثير ثروة الكنيسة حفظيتها، مدعومة بكتابات أقلية من المفكرين الفرنسيين خلال عصر التنوير أمثال فولتير والتي وجدت صداها في الجماهير، «فتشويه» سمعة الكنيسة الكاثوليكية كان كافيًا لزعزعة استقرار النظام الملكي، وكما يقول المؤرخ جون مكمانرس «في المملكة الفرنسية خلال القرن التاسع عشر، كانت تحدث مشاكل وخلافات بين العرش والكنيسة، لكنهما في تحالف وثيق؛ وانهيارهما في وقت واحد، هو البرهان النهائي على ترابطهما». هذا الاستياء من الكنيسة، أضعف قوتها خلال افتتاح الجمعية الوطنية في مايو 1789، وعندما تم إعلان الجمعية الوطنية كممثل للشعب في يونيو 1789، صوّت أغلب رجال الدين مع ممثلي الطبقة الثالثة، غير أن ذلك لم يقلل من الاستياء والنقمة. في 4 أغسطس 1789 تم إلغاء سلطة الكنيسة في فرض العشور، وفي خطوة لحل الأزمة المالية أعلنت الجمعية في 2 نوفمبر 1789 أن جميع ممتلكات الكنيسة «هي تحت تصرف الأمة»، ومع طرح عملة جديدة في السوق، فكان ذلك يعني فعليًا، تغطية قيمة ممتلكات الكنيسة المنقولة وغير المنقولة، للعملة الجديدة. في ديسمبر، ولقد دخل القرار حيّز التنفيذ، وبدأت الجمعية الوطنية تبيع الأراضي والعقارات التابعة للكنيسة لمن يدفع «أسعارًا أعلى». وفي خريف 1789، ألغيت قوانين تشجيع الحركة الرهبانية؛ وفي 13 فبراير 1790 تم حلّ جميع الجماعات الدينية في البلاد؛ وسمح للرهبان والراهبات ترك الأديرة، غير أن نسبة قليلة منهم خرجت من الأديرة في نهاية المطاف.
في 12 يوليو 1790 أصدرت الجمعية، «نظام الحقوق المدنية لرجال الدين»، اعتبر بموجبه رجال الدين «موظفي حكومة»، وأنشأت الجمعية نظامًا جديدًا للكهنة والأساقفة والرعايا، كما حددت أجورهم. بموجب النظام الجديد، حيث كان الأسقف ينتخب من قبل مؤمني الأبرشية، ما يشكل نفيًا لسلطة بابا روما على الكنيسة الكاثوليكية الفرنسيّة. وفي نوفمبر 1790، طلبت الجمعية الوطنية من جميع رجال الدين، قسم يمين الولاء للدستور المدني الفرنسي، ما خلق انقسام في أوساط رجال الدين، بين أداء اليمين المطلوبة، وبين أولئك الذين رفضوا وحافظوا على «وفائهم» للبابوية؛ وفي المحصلة فإن 24% من رجال الدين أقسموا اليمين.
ولقد كان عزوف رجال الدين عن القسم، قد دفع إلى نقمة وسخط شعبي، حيث خرجت العديد من المطالبات «بنفيهم، وترحيلهم قسرًا، وإعدام الخونة». ولقد قبل البابا بيوس السادس، مبدأ الدستور المدني للدولة، غير أنه رفض أن ينظم القانون علاقة الأساقفة والرعايا خلافًا للقوانين الكنسيّة، وعزل من الكنيسة من قبل ما يعرف بالنظام الأسقفي الجديد. وفي المرحلة اللاحقة، هي «عهد الإرهاب»، حيث تزايدت المحاولات سواءً أكانت شعبية أم داخل الجمعية الوطنية، للقضاء على الدين، فذبح الكهنة، ودمرت الكنائس والأيقونات في جميع أنحاء فرنسا، كما منعت المهرجانات الدينية والأعياد، وأعلن البعض عن إعلان «ديانة العقل» لتكون الخطوة الراديكالية الأخيرة ضد الديانة. وبكل الأحوال، لا يمكن تعميم ما حدث: إذ أدت هذه الأحداث إلى خيبة أمل واسعة النطاق في الأوساط المؤمنة، وتم السعي لمكافحتها في جميع أنحاء فرنسا؛ كما اضطر رئيس لجنة السلامة العامة في الجمعية الوطنية التنديد بالحملة., على الرغم من تعرض الكنيسة للهجوم في القرن الثامن عشر من قبل فلاسفة التنوير وتقييد رجال الدين والجماعات الرهبانية، تشير الأرقام إلى أنه، على وجه العموم، ظلت فرنسا دولة كاثوليكية عميقة، حيث لم تتعدى نسبة من لا يتردد على الكنائس بإنتظام 1% في منتصف القرن الثامن عشر.
ولكن النظام المدني للأساقفة الذي اجترحته الجمعية الوطنية، أنهي عام 1801 بالاتفاق بين نابليون الأول والكنيسة، واستمر بعد نابليون حتى ألغته الجمهورية الفرنسية الثالثة عن طريق الفصل بين الكنيسة والدولة في 11 ديسمبر 1905. وأدى اضطهاد الكنيسة إلى ثورة مضادة معروفة باسم الثورة في فينديي، والذي يعتبر قمعها، أول إبادة جماعية في التاريخ الحديث.

### الجمهورية الفرنسية الأولى

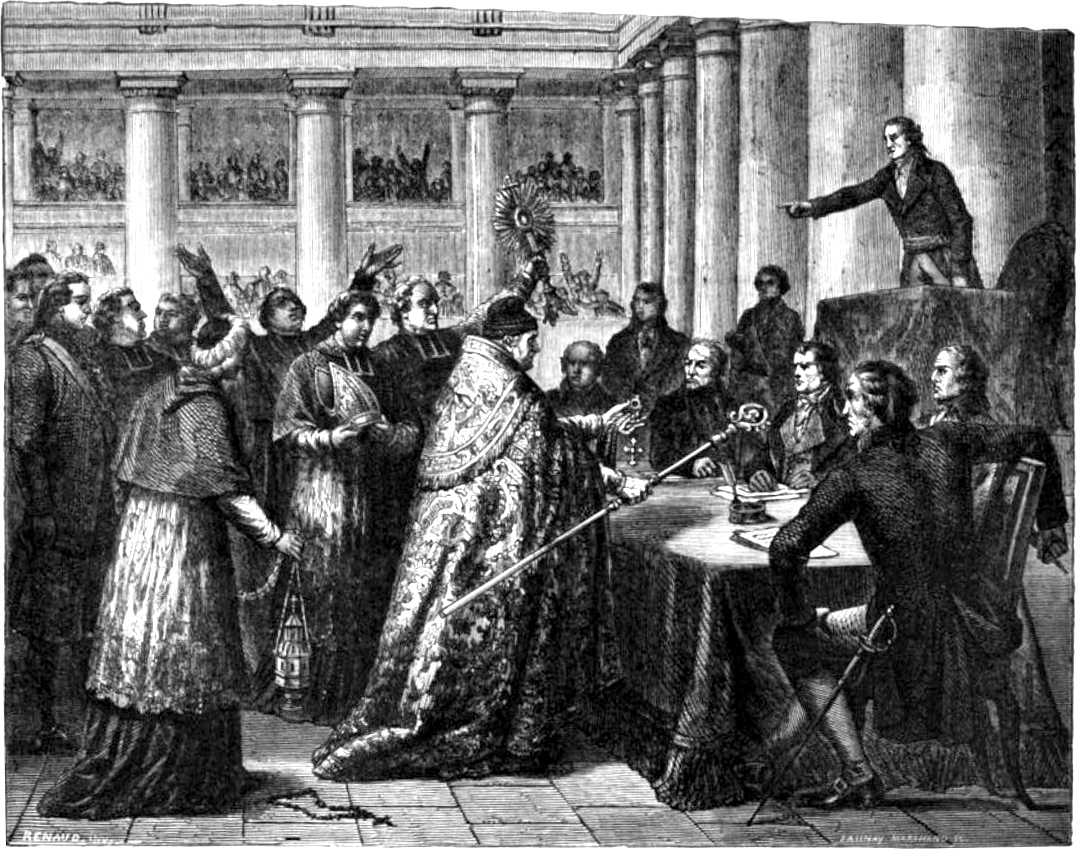
القادة الروحيين للكنيسة الكاثوليكية يقسمون اليمين القانونية على احترام المعاهدة البابوية.

كانت العلاقات الودية بين الدولة الفرنسية والكنيسة الكاثوليكية قد انقطعت إبان الثورة. ولما تولى نابليون بونابرت الحكم رأى أن المصلحة تقتضي إعادة التفاهم بين الكنيسة وفرنسا. وبعد مفاوضات استمرت عدّة أشهر، عقد مع البابا «پيوس السابع» معاهدة بابوية في سنة 1801. فاعترف نابليون في هذه المعاهدة بالبابا رئيسًا للكنيسة وأزال بعض القيود التي فرضتها الثورة على رجال الدين. ومقابل ذلك اعترف البابا بمصادرة أملاك الكنيسة على أن تدفع الدولة رواتب رجال الدين. ووافق البابا كذلك على أن يختار نابليون الأساقفة وأن يُعين هؤلاء رجال الدين الذين هم دونهم. وبهذا الاتفاق عادت المياه إلى مجاريها بين فرنسا والبابا.
وقام نابليون بونابرت بعد ذلك باحتلال الدولة البابوية بسبب رفض الكنيسة دعم حربه الاقتصادية على بريطانيا؛ فرد البابا «پيوس السابع» بحرمان الإمبراطور حرمانًا كنسيًا. وبعد هذا الفعل الذي أتاه البابا، قام الضباط الفرنسيون باعتقاله، على الرغم من أن بونابرت لم يأمر بذلك، إلا أنه بالمقابل لم يأمر بإطلاق سراحه عندما علم بما جرى. نُقّل البابا عبر طول الأراضي الخاضعة لنابليون وعرضها، حتى في الفترات التي كان يُعاني خلالها من نوبات مرضيّة، واستمر نابليون يُرسل له وفودًا تضغط عليه للموافقة على بعض الأمور، بما فيها التوقيع على معاهدة بابوية جديدة مع فرنسا، إلا أن «پيوس» رفض ذلك.
تزوج نابليون في سنة 1810 من ابنة الإمبراطور النمساوي «ماري لويز» أرشيدوقة بارما، بعد أن تطلّق من «جوزفين»؛ الأمر الذي أدى لمزيد من التوتر في علاقته مع الكنيسة، حيث رفض ثلاثة عشر كاردينالاً حضور حفل زفافه، فأمر بسجنهم جميعًا. بقي البابا في الأسر طيلة 5 سنوات ولم يرجع إلى روما حتى شهر مايو من سنة 1814. يطلق على الفترة التي تلت الأحداث المتتالية الثورة الفرنسية (1789–1799) ونهاية الجمهورية الفرنسية الأولى (1792–1804) ثم نهاية الإمبراطورية الفرنسية الأولى تحت نابليون (1804–1814/1815) استعادة بوربون حيث استعاد تحالف القوى الأوروبية بالقوة النظام الملكي لورثة البيت آل بوربون، الذين أصبحوا مرة أخرى ملوك المملكة الفرنسية. استعادة بوربون انطلقت في 6 أبريل من عام 1814 و انتهت بعد الانتفاضات الشعبية في يوليو من عام 1830، عند الحكم الملكي لبوربون مرة أخرى لم تتمتع بشعبية لدى عامة الشعب الفرنسي فارغمت الأسرة مرة أخرى على الفرار من باريس وفرنسا غنت، لتنفجر بعد دلك اضطرابات مدنية وتنهار السلطة المدنية. وقد شهدت استعادة بوربون إعادة بناء الكنيسة الكاثوليكية كقوة في السياسة الفرنسية.

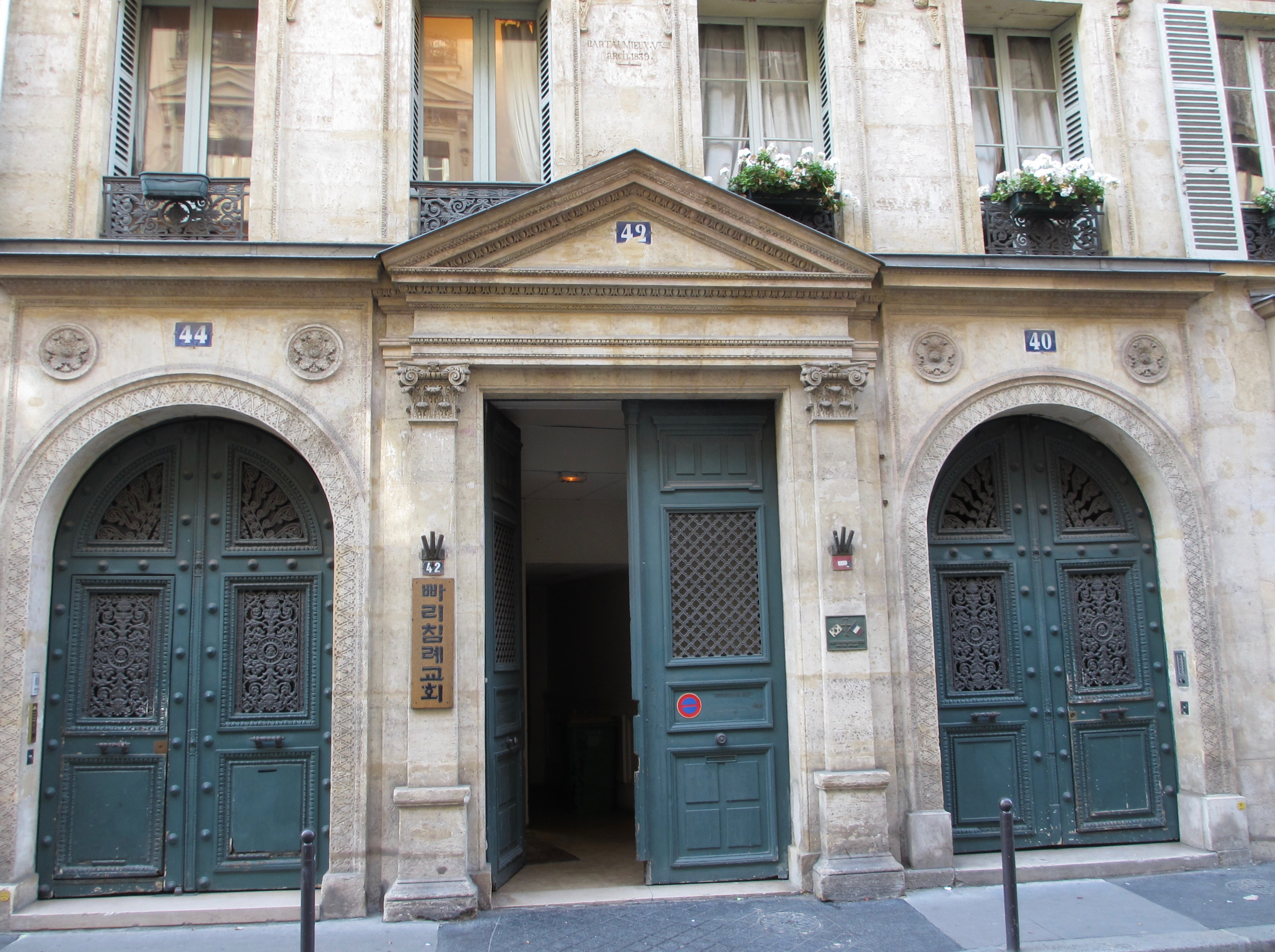
لعب مصلى شارع تايبوت دوراً بارزاً في الحياة الدينية والإجتماعية للمجتمع البروتستانتي الراقي في باريس.

وفقًا للمؤرخ وعالم الأنساب إريك بونجنر، فإنه «بُنيت أسطورة المجتمع البروتستانتي الراقي حول رؤساء بنك فرنسا في ظل الإمبراطورية الفرنسية الأولى، والمؤلفة من عدد صغير جدًا من الأسر، الغنية جدًا، والتي تزاوجت من بعضها البعض». وظهر مصطلح المجتمع البروتستانتي الراقي في القرن التاسع عشر، ويشير المصطلح إلى مجموعة من العائلات الثرية البروتستانتية، والتي كانت على استعداد للتضامن المتبادل والسلطة الغامضة جزئياً داخل «النخبة (والمجتمع) الفرنسي ذات الأغلبية الكاثوليكية». وبالتالي ينطبق هذا المصطلح أساساً على الأفراد والأسرة البرجوازية البروتستانتية الكبيرة والتي كانت تتألف من كبار الصناعيين والمصرفيين والتجار والحرفيين، والتي تعود ثرواتها وشبكات نفوذها إلى القرن التاسع عشر.
تشمل العائلات التي تم ذكرها بشكل متكرر في هذا السياق  العائلات التي يتم ذكرها بشكل متكرر في هذا السياق آل أندريه، ودي بيثمان، وتشارلز رو، ودافيلير، وديليزيرت، ودي ديتريش، ودولفوس، وفريجيان، وجيرلان، وهيرميس، وهوتينجر، وجابي، وكالتينباخ، وكوشلين، وماليت، وميج، وميرابوود، ومونود، ونيجرو، وأودير، وبيجو، وبوبارت دي نوبليز، ورينوار دي بوسير، وريبود، وساباتير، وساي، وشلمبرجير، وشويتزر، وسيدوكس وفرن. ومؤشر جيد على تكون النخبة البروتستانتية في أوائل القرن التاسع عشر يظهر من خلال تحليل أصول ومهن أتباع الكنيسة البروتستانتية في باريس إلى جانب كون نصف أعضائها من أصل أجنبي، والمهن الرئيسية التي عمل فيها المجتمع البروتستانتي كانت مهن الصيرفة والتجارة. علاوة على ذلك خلال القرن التاسع عشر، تمتع بعض البروتستانت بالوصول إلى مراكز سياسية مهمة، وبرز منهم فرانسوا جيزو أو ويليام ودينجتون. وضمن هذا المجتمع الغني، تم تجنيد العديد من أتباع الصحوة الكالفينية، وخاصةً أولئك الذين كانوا يترددون على مصلى شارع تايبوت، والذين سيمولون لاحقاً العديد من الأعمال البروتستانتية ذات الطابع الاجتماعي أو الديني. واحتفظ المجتمع البروتستانتي الراقي الباريسي بهيكل اجتماعي احترافي خاص للغاية، بما في ذلك، المعلمين والأطباء والقساوسة والمصرفيين. ومثل المجتمع البروتستانتي الراقي حوالي 1,500 من البالغين، وكانوا يتركزون في باريس في أبرشية باسي وإيتويل وبنتيمونت، وكانت لديهم علاقات أسرية قوية مع سويسرا والبلدان الأنجلوسكسونية.

### الجمهورية الفرنسية الثانية

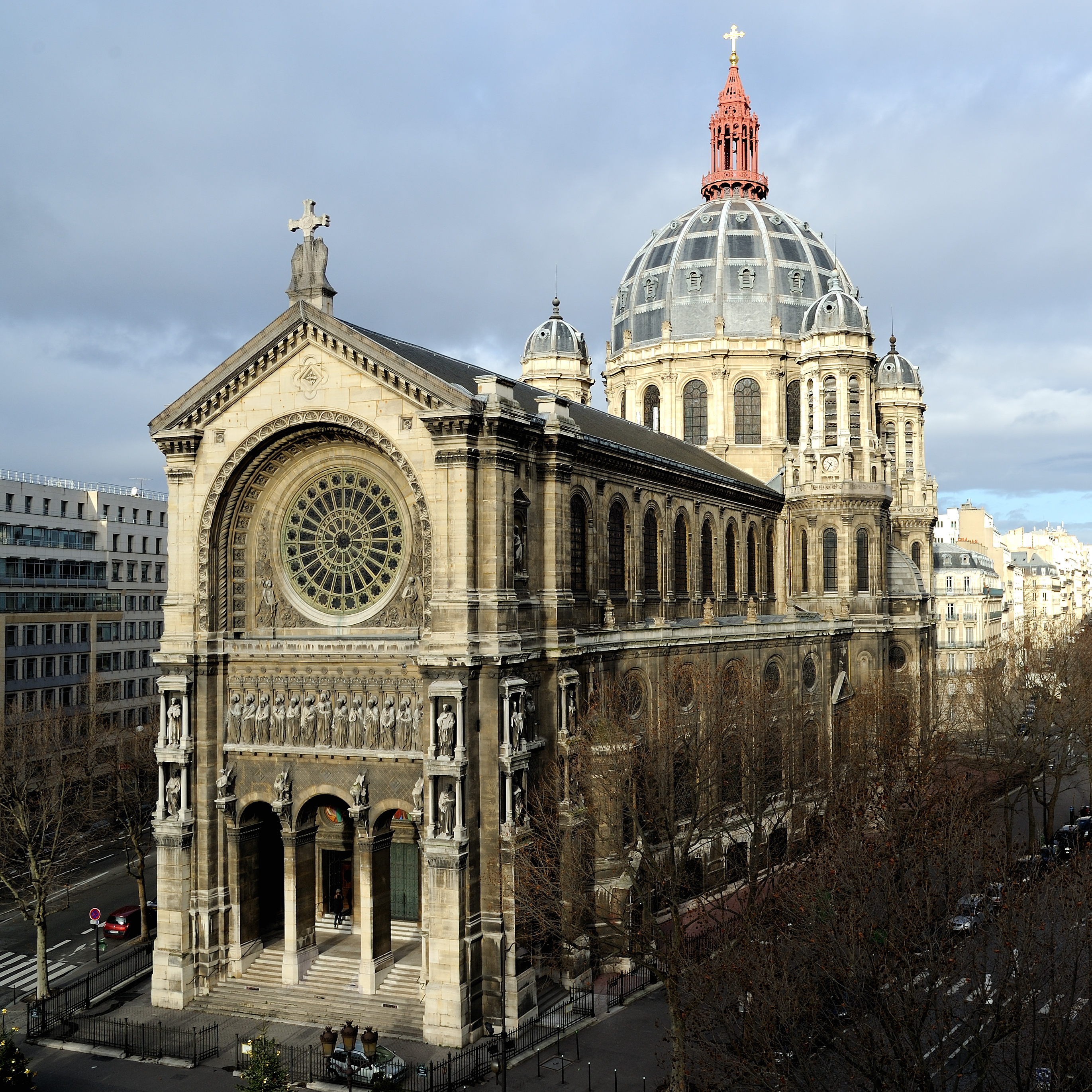
كنيسة سانت أوغستين في باريس، وهي أكبر كنيسة بنيت خلال عهد الجمهورية الفرنسية الثانية.

تحسنت الأوضاع بين فرنسا والكنيسة الكاثوليكية عند انتخاب البابا بيوس التاسع الذي أرسل عليه نابليون الثالث والذي كان كاثوليكيًا متدينًا محمية فرنسية من الجيش الفرنسي والتي بلغ عددها 14,000 لحماية الكرسي الرسولي وأملاكه في وسط إيطاليا من الإستيلاء عليها من قبل المملكة الإيطالية والذي كان حاكمها الملك فيكتور عمانويل الثاني فاستغلوا الوضع لصالحهم في عام 1870.
وعند بداية الحرب السبعين بين فرنسا والدولة البروسية سحب نابليون الجيش من روما عاصمة الكنيسة الرومانية الكاثوليكية في ذلك الوقت لأن الدفاع عن باريس أهم من الدفاع عن روما، حيث ظهرت مظاهرات عارمة في المملكة الإيطالية تطالب بضم روما إلي حظيرة المملكة وأرسل الملك وفدًا إلي البابا طالبًا منه بالأنضمام إلى الحظيرة فرفض البابا ذلك فأعلنت الحرب عليها في 10 سبتمبر من نفس العام وسقطت روما في 20 سبتمبر من نفس العام ودخلت روما في تاريخ جديد.
أدت المساعدات التي قدمتها الدولة الفرنسية إلى زيادة شعبية نابليون الثالث بشكل كبير بين الكاثوليك الفرنسيين، ولكنه أثار غضب الجمهوريين، الذين دعموا جوزيبي غاريبالدي. ولإرضاء الجمهوريين الراديكاليين، طلب نابليون الثالث من البابا إدخال إصلاحات ليبرالية في الدولة البابوية. وللحصول على دعم الكاثوليك، وافق الإمبراطور نابليون الثالث على مشروع لوي فالوكس في عام 1851، التي أعادت دور أكبر للكنيسة الكاثوليكية في النظام التعليمي الفرنسي. في عهد نابليون الثالث سيطر الكاثوليك المحافظين على السياسية وعلى مؤسسة الجيش وعلى الاقتصاد والتعليم. وتأسست عدد من الجامعات الكاثوليكية في بلجيكا وفرنسا، ولعب اتحاد العمال الكاثوليكية في فرنسا أدورًا هامًا في الحياة الإجتماعيَّة في الجمهورية الفرنسية الثانية.
على الصعيد العقائدي، فقد أعلنت الكنيسة الكاثوليكية سنة 1856 عقيدة الحـُبل بها بلا دنس تلاها تثبيت ظهور مريم العذراء في بلدة لورد الفرنسية، حسب المعتقدات الكاثوليكية؛ ثم انعقد المجمع الفاتيكاني الأول سنة 1868 خلال حبرية البابا بيوس التاسع؛ والذي شهدت حبريته أيضًا زوال الدولة البابوية وانضمامها إلى مملكة إيطاليا سنة 1870.
أستحدثت متصرفية جبل لبنان سنة 1861 بعيد المذابح بين الموارنة الذين كانوا تحت حماية الدولة الفرنسيَّة والدروز في الجبل والتي سرعان ما انتشرت حتى وصلت دمشق بين المسلمين والمسيحيين؛ وكان كاثوليك الدولة العثمانية قد وضعوا تحت حماية فرنسا والنمسا، إذ أعتبر آل هابسبورغ حكام الإمبراطورية النمساوية حماة الكاثوليكية، في حين وضع الأرثوذكس تحت حماية روسيا وقامت إنجلترا بحماية البروتستانت.

### الجمهورية الفرنسية الثالثة
في أوائل القرن العشرين كانت فرنسا أكبر بلد وأمَّة كاثوليكية في العالم، ووفقًا لإحصائية تعود إلى عام 1901 شكّل الكاثوليك نسبة 98.4% أي حوالي 40.5 مليون نسمة من سكان فرنسا. كما وكانت مدينة باريس في أوائل القرن العشرين أكبر مدينة كاثوليكيَّة في العالم. كانت العديد من قوانين حكومة الجمهورية الفرنسية الثالثة معادية للإكليروس، وجدت المؤسسة الفرنسية نفسها منقسمة فالتقليديون داخلها شددوا على ضرورة تمسك الجمهورية بالمبادئ العلمانية الآن تماما كما كان في الماضي بوجه الملوك الذي حكموا بزعم الحق الإلهي في القرون السالفة. أبقت القوانين الفرنسية إقليما الألزاس واللورين اللذان كانا ضمن ألمانيا حينما تم فصل الكنيسة عن الدولة في عام 1905، بنظام الكونكوردا الذي يسمح لرجال الدين بتلقي رواتب من الحكومة، وتمنح أيضًا إقليما الألزاس واللورين صفة رسمية إلى أربعة من الأديان في هذه المنطقة وهي: اليهودية، والكنيسة الرومانية الكاثوليكية، واللوثرية والكالفينية.
أدى قانون الفصل بين الكنيسة والدولة في عام 1905 إلى طرد العديد من الجماعات الدينيَّة، وأعلن كل ممتلكات الكنيسة كجزء من المباني الحكومية، وأدت هذه الحملة إلى إغلاق معظم مدارس الكنيسة. منذ ذلك الوقت، سعى البابا بندكت الخامس عشر للتقارب، ولكن لم يتحقق ذلك إلا في عهد البابا بيوس الحادي عشر (1922-1939). والذي حصل في عهده تسوية بين الحكومة الفرنسية والكنيسة. ظهرت خلال هذه الفترة الحركة التكاملية الكاثوليكيَّة؛ وهي حركة تقول بأن الإيمان الكاثوليكي يجب أن يكون أساس القانون العام والسياسة العامة داخل المجتمع المدني. وظهرت كحركة فكرية وسياسية متميزة داخل الكنيسة الكاثوليكية، وخاصةً في فرنسا. وتم استخدام هذا المصطلح على أنه وصف لوصف أولئك الذين عارضوا «الحداثيين»، والذين سعوا إلى خلق توليف بين اللاهوت المسيحي والفلسفة الليبرالية للحداثة العلمانية. وكانت من تعاليم أنصار حركة التكامل السياسي الكاثوليكي أنَّ كل عمل اجتماعي وسياسي يجب أن يقوم على أساس الإيمان الكاثوليكي. ورفضوا فصل الكنيسة عن الدولة في فرنسا.
وسعت الكنيسة الرومانية الكاثوليكية الأنشطة الاجتماعية الخاصة بها بعد عام 1920، وخاصًة من خلال تشكيل الحركات الشبابيَّة. وشجعت النساء العاملات صغيرات السن إلى اعتماد نهج الأخلاق الكاثوليكيَّة والتحضير لأدوارهم المستقبليَّة كأمهات وفي نفس الوقت شجعَّت على مفاهيم المساواة الروحيَّة وتشجيع الشابات على القيام بأدوار نشطة ومستقلة. وتم توسع عمل هذه المؤسسات من الحركات الشبابيَّة لتشمل كافة شرائح المجتمع فتأسست مؤسسات مثل عصبة المرأة العاملة المسيحية (بالفرنسيَّة: Ligue ouvrière chrétienne féminine) والحركة الشعبيَّة للعائلة (بالفرنسيَّة: Mouvement populaire des familles).
دعم الكاثوليك من أحزاب أقصى اليمين، التجمعات المماثلة إلى الفاشية وان كانت قليلة العدد والتأثير. وكانت الجماعة الأكثر تأثيرًا جماعة العمل الفرنسية، والتي تأسست في عام 1905. وازدات الدعوة إلى روح القومية بشكل مكثف، وكانت هذا الخطاب معادي للسامية بشكل كبير، ودعى هذا الخطاب إلى العودة إلى النظام الملكي والهيمنة على الدولة من قبل الكنيسة الكاثوليكية. في عام 1926، أدان البابا بيوس الحادي عشر جماعة العمل الفرنسية، حيث رأى البابا قرر أنه كان حماقة للكنيسة الفرنسية الإستمرار في ربط مصيرها في حلم غير محتمل الوجود كإستعادة النظام الملكي.

### الحروب العالمية

علم قوات فرنسا الحرة الحليفة مع قوات التحالف.

خلال الحرب العالمية الأولى انضم 33,000 كاهن كاثوليكي إلى الجيش الفرنسي، وقتل منهم حوالي 4,600 شخص، ومنح أكثر من 10,000 منهم ميداليات للشجاعة. تم حل الكثير من الخوف الديني وانعدام الثقة من قبل الصداقة الحميمة لتعاود الظهور في السياسة. بعد الحرب العالمية الأولى، تم بعث الروح الوطنية من خلال استحضار التقاليد الكاثوليكيَّة الفرنسيَّة والتقاليد وتجلى ذلك  في عملية تطويب جان دارك عام 1909، وقد أعقب ذلك إعلانها قديسة عام 1920. وقد حضر قداس التطويب الذي أقيم في روما حوالي 30,000، بما في ذلك 140 شخص من عائلة دارك.
باتت جان دارك رمزاً سياسياً في فرنسا منذ عهد نابليون بونابرت. وبينما ركّز الليبراليون على أصولها المتواضعة، كان تركيز المحافظين الأوائل على دعمها للنظام الملكي، بينما شدّد المحافظون فيما بعد على القومية التي اتصفت بها الفتاة الفرنسية. استخدمت كل من حكومة فيشي والمقاومة الفرنسية جان دارك في شعاراتها خلال الحرب العالمية الثانية. ففي حين اعتمدت دعاية حكومة فيشي على التذكير بحملتها ضد الإنجليز من خلال ملصقات تُظهر الطائرات الحربية البريطانية تقصف روان لإظهار العواقب المشؤومة التي يحملها الإنجليز للفرنسيين الذين «دائماً ما يعودون إلى مسرح جرائمهم»، إلا أن المقاومة شددت على محاربتها للمحتل الأجنبي أياً كان، كما شددت على جذورها التي تعود إلى لورين التي كانت قد سقطت في قبضة الحكم النازي.
وسُمّيت ثلاث سفن منفصلة في البحرية الفرنسية باسم جان دارك تيمناً بها، من ضمنها حاملة مروحيات، التي تم التخلص منها في سبتمبر 2010. كما أن ثاني أحد من مايو هو عطلة مدنية في فرنسا تكريماً لجان دارك.

### فرنسا بعد الحرب والمجمع الفاتيكاني الثاني

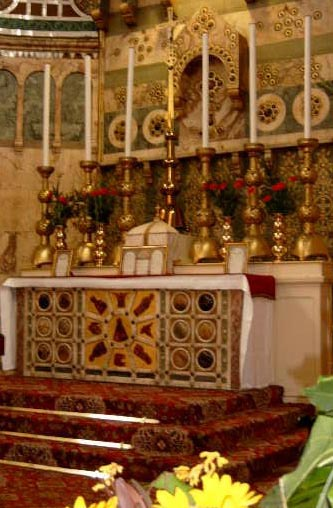
مذبح كاتدرائية مصمم وفقًا لشروط الطقس اللاتيني السابقة التي تفرض على الكاهن التوجه نحو الشرق.

بعد الحرب العالمية الثانية بقيت فرنسا دولة ذات جذور كاثوليكيَّة عميقة وواسعة النطاق. وينظر إلى إحياء وديناميات الإيمان الفرنسي من خلال الإحتفالات في الذكرى المئوية من ظهورات سيدة لورد، والتي جذبت أكثر من 2 مليون شخص.  ومع ذلك، ظهر عدد من المثقفين الوجوديين الذي رفضوا البرجوازية والتراث الكاثوليكي، منهم شخصيات بارزة مثل جان بول سارتر وسيمون دي بوفوار.
انعقد المجمع الفاتيكاني الثاني بدعوة من البابا يوحنا الثالث والعشرون وذلك بين عامي 1962 و1965، وصدر عنه جملة من المقررات والمراسيم والدساتير، مكملاً ما عجز المجمع الفاتيكاني الأول عن إنجازه. بسبب سقوط روما بيد الثوار عام 1870 مما أدى لوقف أعماله آنذاك. وتمخض عن المجمع إصلاحات مختلفة في جسم الكنيسة كان أبرزها التخلي عن استعمال اللاتينية في الصلاة وإبدالها باللغات المحلية، والإقرار بالحركة المسكونية وغيرها.
رفضت أخوية القديس بيوس العاشر الكهنوتية بقيادة الأسقف الفرنسي مارسيل لوفيبر تعديلات المجمع الفاتيكاني الثاني التي أوجبت على الكاهن من خلالها التوجه نحو الشعب بدلاً من الشرق خلال إقامته القداس، في حين أن بعض الجمعيات المحافظة أمثال رهبنة القديس بيوس العاشر رفضت التعديل وتمسكت بالصيغة القديمة حيث يتوجه الكاهن نحو الشرق.
وبالتالي فقد أنهى الإرشاد الشقاق الحاصل بين الكرسي الرسولي وهذه الجمعيات، وقد أعرب المطران برنار فالي، الرئيس العام لرهبنة القديس بيوس العاشر: امتنانه العميق للحبر الأعظم لهذا الاستحقاق الروحي العظيم. في حين قال الكاردينال داريو هويوس، رئيس اللجنة الحبرية للتراث الثقافي للكنيسة، أن الإرشاد: فتح الباب لعودتهم.

### واقع المسيحية في عالم اليوم

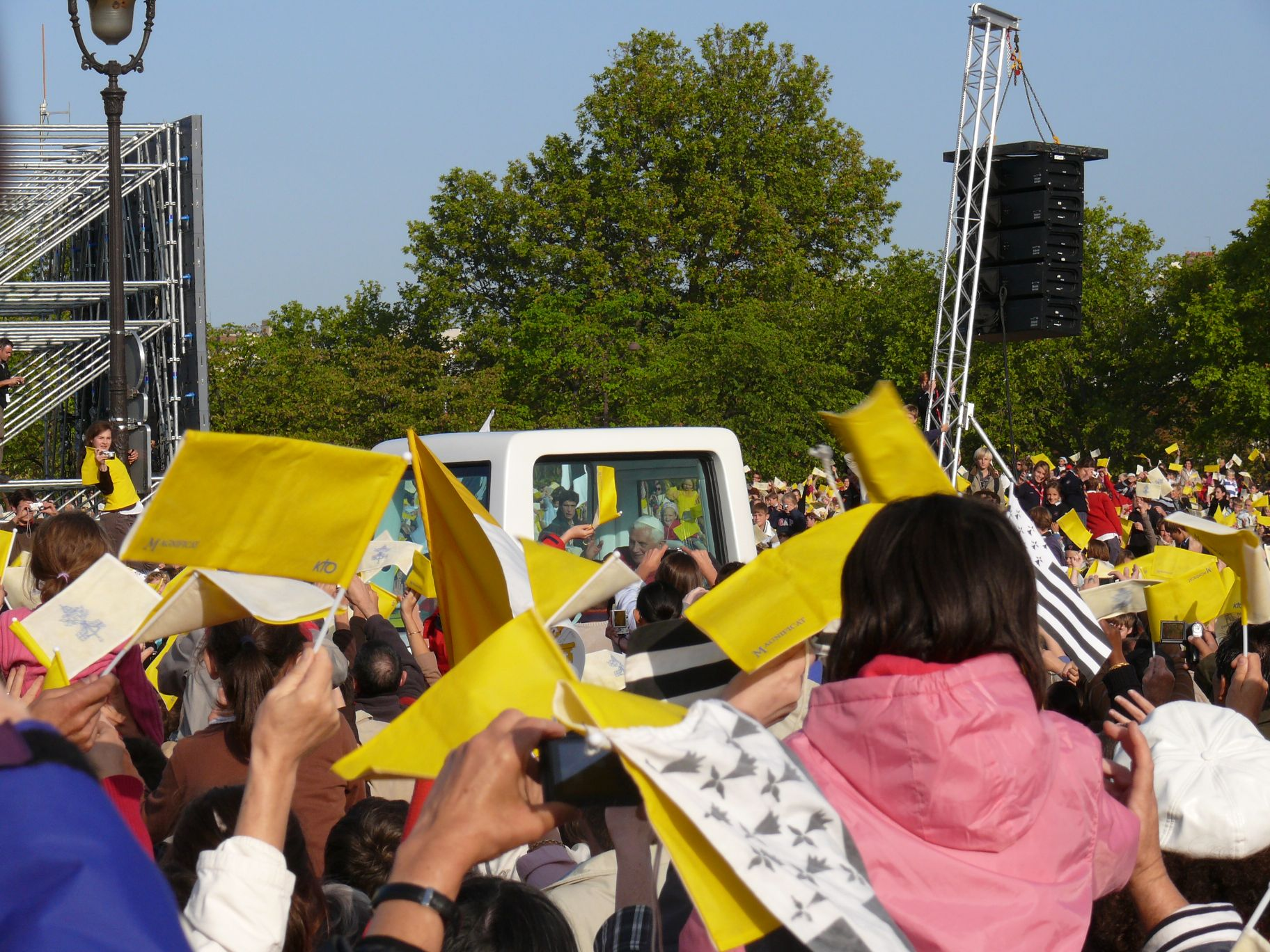
البابا بندكت السادس عشر يبارك الجماهير المحتشدة للقاءه في باريس، عام 2008.

شهد المجتمع الفرنسي منذ عام 1960 تغييرات جذرية حيث أدت الثورة الجنسية في مايو 1968 إلى تغييرات أخلاقية في المجتمع الفرنسي، وأبتعد المجتمع الفرنسي الذي كان محافظًا على القيم والأخلاق المسيحيَّة المتعلقة بالزواج والجنس. وتقف المسيحية بشكل عام اليوم في فرنسا، بوجه الإجهاض، الموت الرحيم وزواج المثليين جنسيًا، ما يجعلها من أكبر المؤسسات المدافعة عن الثقافة التقليدية والأخلاق التقليدية في المجتمع، أما عن أبرز مشاكل الكنيسة فإن تراجع عدد المنخرطين في سلك الكهنوت ونسبة المداومين على حضور الطقوس يعتبران من أكبر المشاكل؛ على سبيل المثال انخفضت نسبة المداومين على حضور الطقوس الدينية بشكل أسبوعي من 27% في عام 1952 إلى 5% في عام 2006. وعلى الرغم من الإنخفاض في نسب المداومين على حضور القداس لا تزال المسيحية هي أكبر ديانة في فرنسا ويأتي في المقدمة المسيحيين الكاثوليك والذي بلغت نسبتهم سنة 2006 حوالي 65% من سكان فرنسا.
حظيت فرنسا بزيارة كل من البابا يوحنا بولس الثاني والبابا بندكت السادس عشر والبابا فرنسيس، في 13 سبتمبر زار البابا بندكت السادس عشر فرنسا وخلال القداس الإلهي الذي أقامه في الهواء الطلق في باريس وحضره 250,000 شخص ندد البابا بالمادية الحديثة وحب الاستهلاك والمال وقارنها بالوثنية. وتم الإعلان عن قرار فتح دعوى التطويب في 13 مايو 2005 وهو عيد سيدة فاطمة والذكرى الرابعة والعشرون لتعرض البابا لمحاولة اغتيال. في أوائل عام 2006، أفيد أن الراهبة الفرنسية ماري سيمون بيير، قد شفيت من داء باركنسون المزمن معها بنتيجة «الصلوات التي رفعت لطلب شفاعة البابا يوحنا بولس الثاني»، وقد تم تثبيت هذه الحادثة على كونها «معجزة» بعد موافقة الأطباء واللجان القانونية في فرنسا والفاتيكان في مايو 2008.

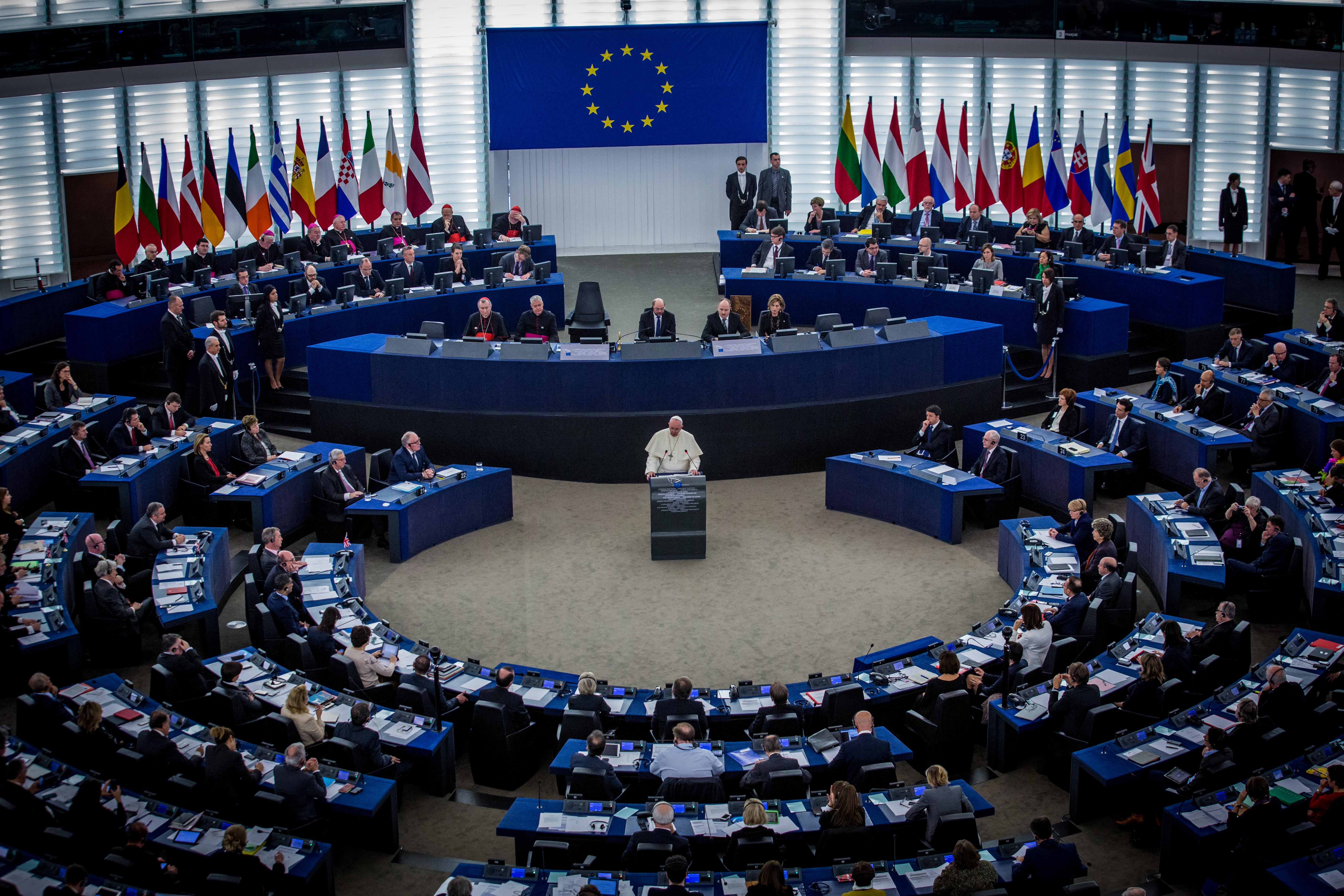
البابا فرنسيس يلقي كلمة أمام البرلمان الأوروبي في ستراسبورغ عام 2014.

تعد القضايا الأخلاقية والدينية محط جدال في المجتمع الفرنسي بين العلمانيين والطوائف الدينية، ظهر ذلك من خلال خروج عشرات المحتجين من جماعة الضغط الرافضة لزواج المثليين والمدعومة من الكنيسة الكاثوليكية والمعارضة المحافظة إلى شوارع باريس للإعراب عن رفضهم لقرار المحكمة في السماح في قانون زواج المثليين والتي تخللتها أعمال عنف أحيانًا، ضد مشروع القانون اجتذبت مئات الآلاف. وبحسب مركز بيو للأبحاث عام 2010 وصلت أعداد شباب فرنسا المسيحيين بين سن 15 إلى 29 سنة حوالي 7 مليون (60%) من أصل 11.7 مليون شاب فرنسي. وشهدت فرنسا انخفاضًا في عضوية الكنيسة وحضور الكنيسة. إلى جانب ازدياد في اعداد اللادينين والملحدين، وعلى الرغم من هذا الانخفاض، لا تزال الكاثوليكية موجودة في المجتمع الفرنسي من خلال الجمعيات الأسرية واللجان المختلفة أو السياسيين الكاثوليك في البرلمان والذين يحافظون على حضور الإيمان الكاثوليكي في المناقشات السياسيَّة والإجتماعيَّة والأخلاقيَّة. تعطي وسائل الاعلام الفرنسية مساحة للأنباء الكاثوليكية، وخصوصًا خلال زيارات البابوات الكاثوليك، أو من خلال المناقشات الدينية حول العلمانية والقضايا الدينية، والتي لا تزال قضايا حساسَّة على الرغم من الفصل بين الكنيسة والدولة. 
بالمقابل أشارت تقارير صحفيَّة ومنها صحيفة لوموند إلى جانب دراسات مختلفة أن 15 ألف مسلم يعتنقون المسيحية سنويًا في فرنسا، وأن معظمهم يخفي أمره عن مجتمعه تخوفًا من تعرضه للنبذ. ووجدت دراسة استقصائية أجراها معهد مونتين في عام 2016 أنَّ 3.4% من المواطنين الفرنسيين ممن لهم خلفيَّة إسلاميَّة (أحد الوالدين مسلم على الأقل) يعتبرون أنفسهم مسيحيين (حوالي 179,000 نسمة).
اندلع حريق خطير في مساحة سطح مبنى كاتدرائية نوتردام دو باري في باريس، فرنسا في 15 أبريل 2019. اجتاحت النيران الجزء العلوي من الكاتدرائية بما في ذلك برجي الجرس والمستدقة المركزية التي انهارت. وصفت عمدة باريس آن هيدالغو الحادث بأنه حريق «رهيب». تم إخلاء جزيرة المدينة التي تقع بها الكاتدرائية.  وعد الرئيس إيمانويل ماكرون بإعادة بناء الكاتدرائية. وتعهد رجل الأعمال الفرنسي والملياردير فرانسوا هنري بينولت بدعم إعادة بناء نوتردام بمبلغ 100 مليون يورو من التمويل الذي ستدفعه شركة الاستثمار التابعة لعائلته، جروب أرتيميس. بعد فترة وجيزة، تعهد صاحب أل في أم أش - مويت هنسي لوي فيتون والملياردير برنار أرنو وعائلته بمبلغ 200 مليون يورو أخرى لإستعادة «هذه الكاتدرائية الاستثنائية، والتي تعد رمزاً لفرنسا، لتراثها ووحدتها الفرنسية».

## الطوائف المسيحية

### الكنيسة الرومانية الكاثوليكية

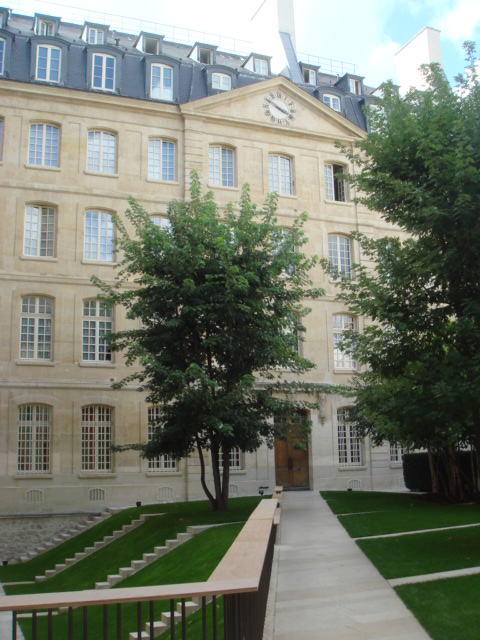
مؤسسة بعثات باريس التبشيرية، تاريخيًّا لعب المبشرين الفرنسيين أدورًا هامة في نشر المسيحية في العالم.

المسيحية هي أكبر ديانة في فرنسا ويأتي في المقدمة المسيحيين الكاثوليك والذي بلغت نسبتهم سنة 2006 حوالي 65% من سكان فرنسا. بالمقابل بحسب دراسات أخرى تبلغ نسبة الكاثوليك في فرنسا 88% وتتضمن هذه النسبة المرتفعة الكاثوليك الإسميين والكاثوليك الملحدين. وبحسب تقديرات المعهد الفرنسي للرأي عام 2011 كان حوالي 65% من سكان فرنسا مسيحيين يتوزعون بين 61% كاثوليك و4% بروتستانت، أمّا بحسب كتاب حقائق العالم لسنة 2015 حوالي 63-66% من سكان فرنسا من المسيحيين. ووجدت بيانات معهد إبسوس من عام 2016 أنَّ 53.8% من الفرنسيين كاثوليك. في حين وجد معهد مونتين في العام نفسه أن 51.1% من الفرنسيين مسيحيين.:13 ووجدت دراسة قامت بها مركز بيو للأبحاث عام 2018 أنَّ حوالي 64% من الفرنسيين قالوا أنهم مسيحيين.
هناك حضور تاريخي لعدد من الكنائس الكاثوليكية الشرقية في فرنسا، منها الكنيسة المارونية ويقدر أعداد المورانة عام 2011 بحوالي 52,000 شخص، ويقدر عدد أتباع الكنيسة الأرمنية الكاثوليكية عام 2017 بحوالي 35,000 شخص.
أعتُبرت فرنسا تاريخيًا حامية الكاثوليكية من خلال أسرة بوربون والملكيّة في فرنسا، وأعُتبرت تاريخيًا «الابنة الكبرى» للكنيسة الرومانية الكاثوليكية، كما ووصل رجال دين مناصب هامة وخطيرة في الدولة الفرنسية مثل الكاردينال ريشيليو الذي كان وزير الملك الفرنسي لويس الثالث عشر والكاردينال جول مازاران وكان رئيس الوزراء في عهد لويس الرابع عشر. شهدت الكنيسة مع الثورة الفرنسية تحولًا جذريًا في وضعها الكنيسة، وعلى الرغم من تضعضع قوة الكنيسة بعد الثورة الفرنسية الاّ أنّ البعثات التبشيرية الفرنسية شهدت نشاط كبير في المستعمرات الفرنسية.
مُنح الملك لويس التاسع لقب «كاهن كاتدرائية القديس يوحنا اللاتراني»، ولكنه اكتسب بعده السياسي، في القرن السابع عشر، مع الملك البروتستانتي هنري الرابع، الذي اعتنق الكاثوليكية، وأعادت الكنيسة إحياء اللقب ومنحته إياه في إطار احتفالي في روما، كإشارة سياسية إلى علاقة جيدة بينه كملك فرنسا والكرسي الرسولي. وأصبح أحد ألقاب ملوك فرنسا الذي تمنحه الكنيسة، ويذهب إلى روما لتلقيه في إطار احتفالي خاص، بإستثناء مرحلة الثورة الفرنسية التي كانت معادية للكنيسة. في العصر الحديث، استمر الفاتيكان في منح اللقب لرؤساء الجمهورية الفرنسية، ولكن مواقف هؤلاء اختلفت من قبوله، بعد التحرير من الإحتلال النازي كان الجنرال شارل ديغول أول رئيس يذهب إلى روما للحصول على اللقب، ولكن خليفته جورج بومبيدو رفض القيام بهذه الزيارة، معتبراً أنها تتناقض مع منصبه على رأس دولة علمانية، وقَبِل كل من الرؤساء فاليري جيسكار ديستان وجاك شيراك ونيكولا ساركوزي وإيمانويل ماكرون اللقب من الفاتيكان، بالمقابل لم يقم الإشتراكيان فرانسوا ميتران وفرانسوا هولاند بالرحلة لإستلام اللقب.
تعتبر الهندسة المعمارية الكاثوليكية في فرنسا غنية أيضاً ومثيرة للإعجاب، فهناك كنائس وكاتدرائيات والتي تعتبر جزء هام للثقافة الفرنسية مثل كاتدرائية نوتردام في باريس وكاتدرائية شارتر بالإضافة إلى عدد من المواقع المقدسة منها على سبيل المثال لورد والتي تستقبل حوالي خمسة مليون حاج كل عام، وداخل فرنسا فقط باريس تحتوي عدد فنادق أكثر من مدينة لورد. تضم الكنيسة الفرنسية الكاثوليكية حوالي 45,000 كنيسة ومصلَّى تتوزع على 36,000 مدينة وبلدة وقرية فرنسيَّة، وكما وتملك الكنيسة الكاثوليكية اليوم شبكة واسعة من المدارس والجامعات والمستشفيات وغيرها من المؤسسات. وأنجبت فرنسا العديد من القديسين الكاثوليك ومن بين الأكثر شهرة في العالم المسيحي تريزا الطفل يسوع، والقديس إيرينيئوس، وجان دارك، وبرناديت سوبيروس، والملك لويس التاسع، والقديس فنسنت دي بول، والقديسة كاترين لابوريه وبرنارد من كليرفو.
في عام 2012 توزع الكاثوليك على 98 أبرشية، في عام 2006 تم تعميد حوالي 344,852 طفل حسب طقوس الكنيسة الكاثوليكيَّة، وتم تثبيت حوالي 51,595 شاب حسب الطقوس الكاثوليكية، وتم حوالي 89,014 زواج في الكنائس الكاثوليكية، كما وعمل حوالي 20,523 كاهن كاثوليكي وحوالي 40,577 راهبة وحوالي 8,388 من العاملين في المؤسسات الدينية في فرنسا. وفقًا لدراسة المؤمنون في المسيح من خلفية مسلمة: إحصاء عالمي وهي دراسة أجريت من قبل جامعة سانت ماري الأمريكيّة في تكساس سنة 2015 واعتماداً على تقرير حوالي 9% من الحاصلين على سر المعمودية سنوياً في الكنائس الكاثوليكية الفرنسية هم مسلمين سابقين.

### البروتستانتية

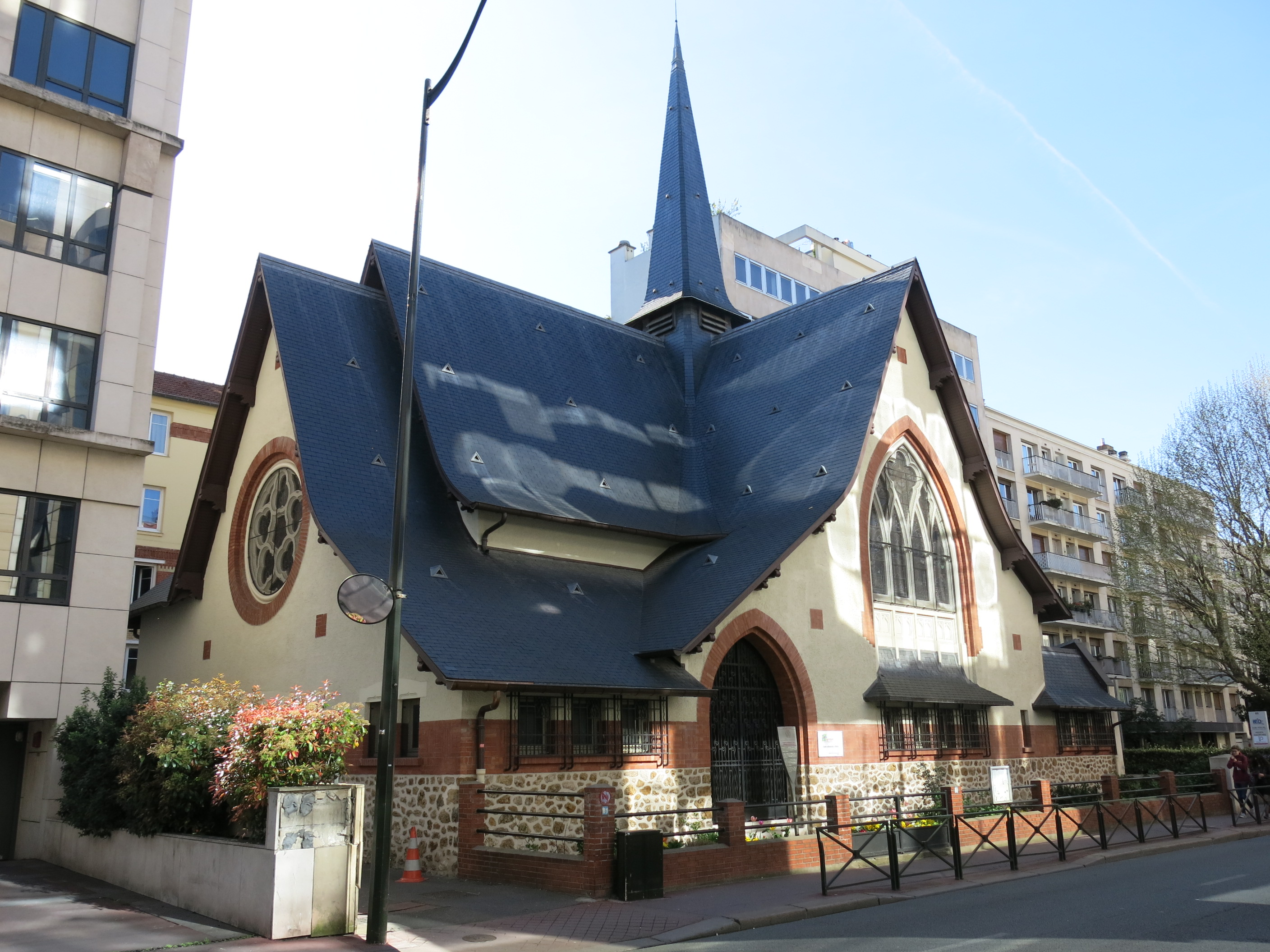
كنيسة النجم الصغير، وهو كنيسة إصلاحيَّة تاريخيَّة في لوفالوا-بيري.

وبحسب تقديرات المعهد الفرنسي للرأي عام 2011 تبلغ نسبة البروتستانت حوالي 4% من مجمل السكان، عرفت فرنسا مجتمع بروتستانتي تاريخي وهم الهوغونوتيين أعضاء كنيسة فرنسا الإصلاحية البروتستانتية خلال القرنين السادس عشر والسابع عشر. ولعبت النخب البروتستانتية الغنيّة دور كبير اقتصادي وفكري في فرنسا منذ القرن السادس عشر، إلى الوقت الحالي. وتتمّ الإشارة في هذا السياق، إلى أن نفوذ البروتستانت الفرنسيين كبير ولا يتناسب مع وزنهم العددي.  تم إنشاء العديد من الشركات الفرنسية والتي ما زالت نشطة حتى اليوم من قبل البروتستانت. ولقد ازدهرت الأنشطة الصناعية أو التجارية أو المصرفية التي يقوم بها البروتستانت بمرور الوقت، وقد أتاحت التحالفات المدروسة بين العائلات البروتستانتية إلى ظهور مجتمع راقي من البروتستانت، ما أدى إلى إمكانية تعزيز هذه الأنشطة الاقتصادية وتنويعها. ويتبدى نفوذ البروتستانت في مجالات عديدة، ففي الصناعة: شركة بيجو لصناعة السيارات، ومجموعة هيرميس في مجال العطور والسلع الراقية. وفي السياسة ليونيل جوسبان وميشال روكار (شغلا منصب رئيس الوزراء). وفي العلوم والطب جاك مونو الحاصل جائزة نوبل في الطب وفي الثقافة اندريه جيد، والفيلسوف بول ريكور، والسينمائي جان-لوك غودار.
اليوم تشهد الكنائس الإنجيلية نمواً مطرداً في فرنسا، حيث أشار تقرير لفرانس 24 إلى ازدياد عدد أتباع الإنجيليين الفرنسيين إلى 650,000 في عام 2018، بالمقارنة مع حوالي 50,000 عام 1950. وفقًا لدراسة المؤمنون في المسيح من خلفية مسلمة: إحصاء عالمي وهي دراسة أجريت من قبل جامعة سانت ماري الأمريكيّة في تكساس سنة 2015 وجدت أن عدد المسلمين في فرنسا المتحولين للديانة المسيحية على المذهب الإنجيلي (الغالبية من أصول مغاربيَّة-خصوصاً الجزائريَّة والمغربيَّة-) يبلغ حوالي 12,000 شخص. وأشارت تقارير صحفية إلى أن 15 ألف مسيحي في فرنسا هم من المتحولين من الإسلام، وثلثهم قد تحول إلى البروتستانتية. في حين تبلغ نسبة اللا دينيين 25% ويأتي من بعد البروتستانت المسلمون والذين يشكلون 6%. وشهد المذهب البروتستانتي نمواً لتصل نسبة أتباع المذهب حوالي 3.1% من السكان عام 2017، وبحسب تقديرات إبسوس عام 2017 حوالي 27% من المتحولين للبروتستانتية قدموا من خلفية لادينية.
وفقًا لدراسة استقصائية أجراها المعهد الفرنسي للرأي العام في عام 2012، أعلن 770 شخصًا من أصل 37,743 شخصًا أجريت معهم مقابلات أي 2.1% أنهم ينتمون لأحدى المذاهب البروتستانتيَّة. انتمى حوالي 42% منهم إلى كنيسة فرنسا الإصلاحيَّة، وحوالي 21% إلى المذهب الإنجيلي، وحوالي 17% إلى الكنيسة اللوثرية وحوالي 20% إلى للكنائس البروتستانتية الأخرى. في استطلاع عام 2016 أجرى من قبل شركة إبسوس تضمن حوالي 1,000 شخص بين الأعمار 16 حتى 64 ومن المستخدمين شكبة الإنترنت، وجد أنّ 2% من المستطلعين ينتمون إلى الكنائس البروتستانتية.
في دراسة أجريت على مختلف الجماعات الدينيَّة الفرنسية، واستنادًا إلى واحد وخمسين دراسة استقصائية أجراها أجراها المعهد الفرنسي للرأي العام في الفترة بين عام 2011 وعام 2014، وذلك بناء على عينة من 51,770 إجابة، كان هناك 17.4% من البروتستانت في إقليم الراين الأسفل، وحوالي 7.3% في الراين الأعلى، وحوالي 7.2% في غارد، وحوالي 6.8% في دروم وحوالي 4.2% في الأرديش.

### الأرثوذكسيَّة

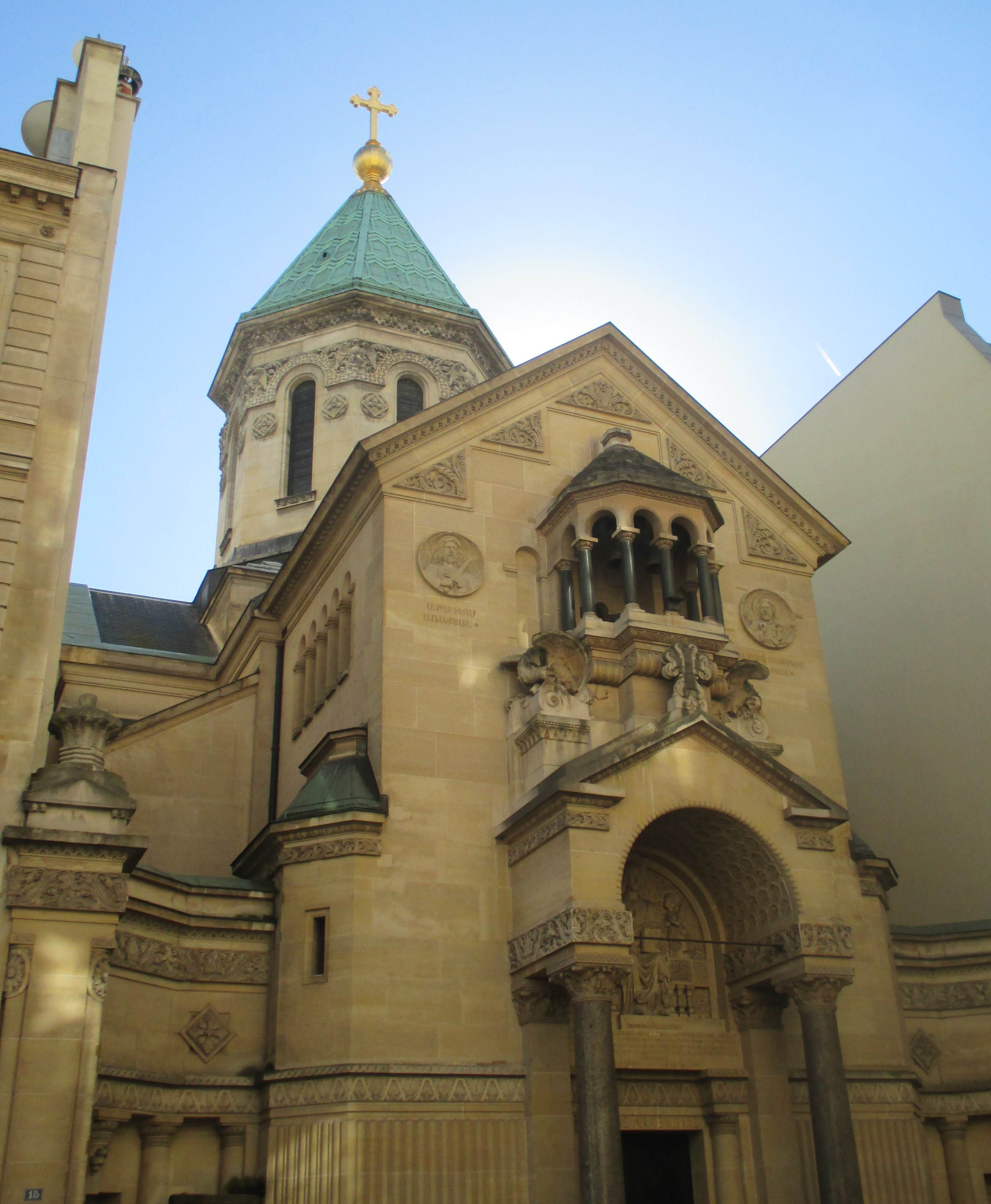
كاتدرائيَّة سانت جان باتيست الأرمنيَّة في مدينة باريس.

تضم فرنسا عدد من الكنائس الأرثوذكسية الشرقية والمشرقيَّة، أكبرها كنيسة الأرمن الأرثوذكس والتي تتراوح أعدادهم بين 250,000 إلى 750,000 نسمة، وتعود أولى موجات هجرة الأرمن إلى فرنسا في عام 1915 وعام 1923 وذلك عقب المذابح الأرمنية التي قامت بها الحكومة العثمانية. وتُعد حاليًا مدينة مارسيليا ثاني أكبر قاعدة للأرمن في البلاد مع حوالي 80,000 نسمة. وتؤكد الدراسات المختلفة أن الأرمن هم أهم وأكبر تأثيرًا من أية جالية أخرى بعد الجالية اليهودية على السياسة الفرنسيَّة، فهم يملكون رؤوس أموال ضخمة ويسيطرون على مشاريع مهمة واستراتيجية عدا عن أن ديانتهم سمحت للكثير منهم الدخول في عصب السياسة الفرنسيَّة.
عشية قيام الثورة البلشفية عام 1917 بدأت موجات هجرة الروس الأرثوذكس إلى فرنسا، وقد تأسست أسقفية الكنائس الروسية الأرثوذكسية في غرب أوروبا لرعاية الروس الأرثوذكس المهاجرين في دول غرب أوروبا ومركزها في باريس العاصمة الفرنسية. وقد أسس هذه الأسقفية البطريرك تيخون عام 1921، وقد كانت الأسقفية تابعة للكنيسة الروسية الأرثوذكسية حتى عام 1930، عندما شعر أسقفها الميتروبوليت إيفولجي بصعوبة التواصل مع بطريركية موسكو في ظل الهيمنة الشيوعية على عموم روسيا عقب الثورة البلشفية عام 1917، فوضع إيفولجي نفسه ورعيته تحت إمرة البطريركية الأرثوذكسية المسكونية في استنبول. وفي عام 1999 عاد البطريرك المسكوني برثلماوس الأول للتأكيد على استقلالية هذه الأسقفية في إدارة شؤونها الإدارية، الرعوية والمادية.
يعود الوجود الآشوري في فرنسا إلى الحرب العالمية الأولى، الجزء الأكبر من الوجود الآشوري يعود تاريخه إلى أوائل القرن العشرين، عندما فرّ بعض الآشوريين من الإبادة الجماعية الآشورية، حيث وجدوا ملجأ في فرنسا. فترة السبعينات عندما بدأ سريان طور عابدين بالهجرة الجماعية إلى السويد وألمانيا تحت ضغط المعارك الدائرة بين حزب العمال الكردستاني والجيش التركي. كما لحق بهم سريان شمال شرق سوريا ابتداء من الثمانينات والآشوريين الكلدان العراقيين منذ التسعينات. ويعيش حوالي 10,000 من أصل 16,000 آشوري بضاحية سارسيل بباريس ويتبعون الكنيسة السريانية الأرثوذكسية والكنيسة الكلدانية الكاثوليكية في المقام الأول. يتشابه المجتمع الآشوري عمومًا مع اليهود الفرنسيين الذين يعتبرون مجتمع متامسك، ومحافظ ومندمج بشكل جيد في المجتمع الفرنسي.
منذ عام 1801 هاجرت أعداد من الأقباط المصريين إلى مصر بعد الحملة الفرنسية على مصر، وكانت هناك هجرة أكبر عدداً بعد ثورة 23 يوليو عام 1952 في مصر. وأسسس البابا شنودة الثالث الكنيسة الفرنسية القبطية الأرثوذكسية بشكل قانوني في الثاني من يوليو عام 1974، كأبرشية لرعاية الأقباط الأرثوذكس الفرنسيين. في 18 يونيو من عام 1994، رفع البابا شنودة وضع الأبرشية إلى الكنيسة الفرنسية القبطية الأرثوذكسية، وهي هيئة جديدة تتمتع بالحكم الذاتي (تم دمج الكنيسة داخل كنيسة الإسكندرية، لكنها تعتبر مستقلة في مسائل الحكم). وبسبب الهجرة المسيحية من الشرق الأوسط، تضم فرنسا على مجتمع من الروم الأنطاكيين من أتباع بطريركية أنطاكية وسائر المشرق للروم الأرثوذكس من خلال أبرشية فرنسا وأوروبا الغربيّة والجنوبيّة.

### طوائف مسيحية أخرى
تضم فرنسا عدد من الطوائف المسيحية المختلفة منها شهود يهوه والذي يصل عددهم إلى حوالي 130,000 نسمة في حين تشير إحصائيات الخاصة بمؤسسات شهود يهوه أن عدد أتباعها يبلغ حوالي 249,918 نسمة. ويبلغ عدد أتباع كنيسة يسوع المسيح لقديسي الأيام الأخيرة حوالي 31,000 نسمة.

## ديموغرافيا

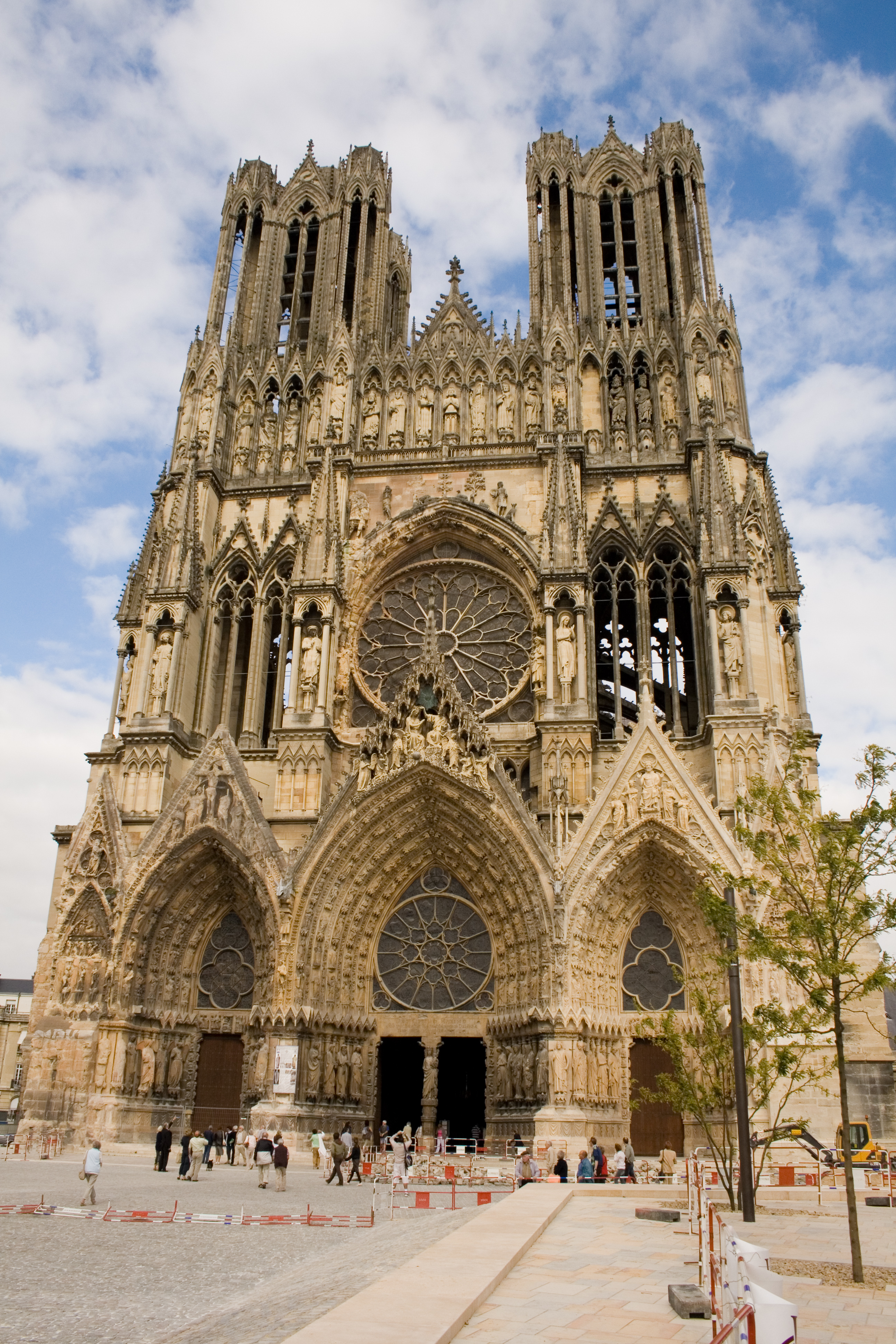
كاتدرائية نوتردام دو باري، وفيها كان يتم تتويج ملوك فرنسا.

### بيانات المسح
| إحصائية (عام)                                   | مسيحية    | مسيحية      | مسيحية    | مسيحية            | مسيحية         |
| ----------------------------------------------- | --------- | ----------- | --------- | ----------------- | -------------- |
| إحصائية (عام)                                   | كاثوليكية | بروتستانتية | أرثوذكسية | طوائف مسيحية أخرى | مجمل المسيحيون |
| مرصد العلمانية (2019)                           | 48.0%     | 3.0%        | 1.0%      |                   | 52.0%          |
| أوفر، معهد راندستاد (2018)                      | 49.5%     | 2.0%        |           |                   | 51.5%          |
| إحصائية إبسوس (2017)                            | 57.5%     | 3.1%        | 0.4%      | 0.4%              | 61.0%          |
| مركز بيو للأبحاث إحصائية أوروبا الغربية (2017)  | 60.0%     | 3.0%        | 1.0%      | 1.0%              | 64.0%          |
| مركز بيو للأبحاث مواقف عالمية (2017)            | 47.4%     | 2.2%        | 1.0%      | 3.6%              | 54.2%          |
| المعهد الفرنسي للرأي العام ، معهد مونتين (2016) | 51.1%     | 51.1%       | 51.1%     | 51.1%             | 51.1%          |
| يوروباروميتر (2015)                             | 47.8%     | 1.8%        | 0.6%      | 4.1%              | 54.3%          |
| مركز بيو للأبحاث (2010)                         | 60.4%     | 1.8%        | 0.6%      | 0.2%              | 63.0%          |

### المعهد الفرنسي للرأي العام
القوائم التالية تستعرض دراسة قامت بها المعهد الفرنسي للرأي العام عام 2011، والتي تعتمد على عينة من 1,106 شخص، ممثلين السكان الفرنسيين الذين تبلغ أعمارهم 18 سنة فأكثر:
| فرنسا | % الكاثوليك بالمجمل | % الكاثوليك المتلزمون | % الكاثوليك غير الملتزمون | % البروتستانت |
| ----- | ------------------- | --------------------- | ------------------------- | ------------- |
| فرنسا | 61.0%               | 15.0%                 | 46.0%                     | 4.0%          |

#### حسب الجنس
| الجنس | % الكاثوليك بالمجمل | % الكاثوليك المتلزمون | % الكاثوليك غير الملتزمون | % البروتستانت |
| ----- | ------------------- | --------------------- | ------------------------- | ------------- |
| ذكور  | 58.0%               | 13.0%                 | 45.0%                     | 4.0%          |
| نساء  | 65.0%               | 17.0%                 | 48.0%                     | 4.0%          |

#### حسب الفئة العمرية
| الفئة العمرية | % الكاثوليك بالمجمل | % الكاثوليك المتلزمون | % الكاثوليك غير الملتزمون | % البروتستانت |
| ------------- | ------------------- | --------------------- | ------------------------- | ------------- |
| بين 18 حتى 24 | 41.0%               | 8.0%                  | 33.0%                     | 1.0%          |
| بين 25 حتى 34 | 40.0%               | 6.0%                  | 34.0%                     | 4.0%          |
| بين 35 حتى 49 | 59.0%               | 10.0%                 | 49.0%                     | 3.0%          |
| بين 50 حتى 64 | 70.0%               | 18.0%                 | 52.0%                     | 6.0%          |
| 64 وما فوق    | 82.0%               | 28.0%                 | 54.0%                     | 2.0%          |

#### حسب المهنة
| المهنة              | % الكاثوليك بالمجمل | % الكاثوليك المتلزمون | % الكاثوليك غير الملتزمون | % البروتستانت |
| ------------------- | ------------------- | --------------------- | ------------------------- | ------------- |
| مهن حرفيَّة أو تجاريَّة | 46.0%               | 7.0%                  | 39.0%                     | 2.0%          |
| مهن حرة أو إداريَّة   | 49.0%               | 10.0%                 | 39.0%                     | 5.0%          |
| مهن متوسطة          | 54.0%               | 12.0%                 | 42.0%                     | 7.0%          |
| موظفين              | 58.0%               | 10.0%                 | 48.0%                     | 6.0%          |
| عمَّال                | 51.0%               | 8.0%                  | 43.0%                     | 2.0%          |
| متاقعدون            | 80.0%               | 25.0%                 | 55.0%                     | 2.0%          |

#### حسب المناطق الجغرافية
| المناطق الجغرافيَّة | % الكاثوليك بالمجمل | % الكاثوليك المتلزمون | % الكاثوليك غير الملتزمون | % البروتستانت |
| ----------------- | ------------------- | --------------------- | ------------------------- | ------------- |
| منطقة باريس       | 47.0%               | 17.0%                 | 30.0%                     | 5.0%          |
| شمال شرق فرنسا    | 63.0%               | 22.0%                 | 41.0%                     | 6.0%          |
| شمال غرب فرنسا    | 66.0%               | 13.0%                 | 53.0%                     | 1.0%          |
| جنوب شرق فرنسا    | 63.0%               | 8.0%                  | 55.0%                     | 4.0%          |
| جنوب غرب فرنسا    | 66.0%               | 12.0%                 | 54.0%                     | 3.0%          |

#### حسب الميول الجنسي
| الديانة                 | % مغايرون جنسيًا | % مزدوجون جنسيًا | % مثليون | % لم يحدد | % امتنع عن الإجابة |
| ----------------------- | --------------- | --------------- | -------- | --------- | ------------------ |
| الكاثوليك بالمجمل       | 91.0%           | 3.0%            | 3.0%     | 2.0%      | 1.0%               |
| الكاثوليك المتلزمون     | 92.0%           | 3.0%            | 2.0%     | 2.0%      | 1.0%               |
| الكاثوليك غير الملتزمون | 90.0%           | 3.0%            | 4.0%     | 2.0%      | 1.0%               |
| أتباع أديان أخرى        | 88.0%           | 5.0%            | 3.0%     | 3.0%      | 1.0%               |
| لادينيين                | 88.0%           | 4.0%            | 5.0%     | 2.0%      | 1.0%               |

## المسيحية في المجتمع

### العطل الوطنية

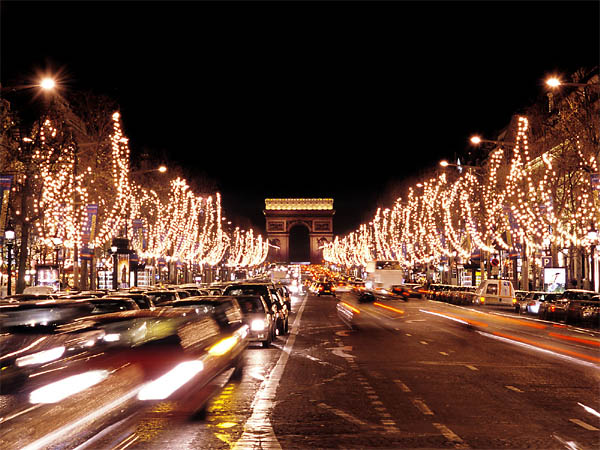
زينة عيد الميلاد في باريس.

حدد قانون العمل الأعياد الرسمية. وأيّام العطل الموافقة للأعياد المسيحية هي جزء من التراث التاريخي لفرنسا. وتتيح أحكام القانون الفرنسي منح إذن بالغياب في مناسبات رسمية خاصة بكل ديانة من الديانات. ولا يجوز تبرير رفض رب العمل منح إذن الغياب عن العمل إلا لأسباب تتعلق باضطراب تنظيم العمل أو الاحتياجات الضرورية الخاصة بالشركة المعنية. ومن العطل الوطنية في فرنسا المرتبطة مع الأعياد المسيحية:
| التاريخ           | الاسم بالعربية    | الاسم المحلي    |
| ----------------- | ----------------- | --------------- |
| 1 يناير           | يوم رأس السنة     | Jour de l'an    |
| متبدل             | الجمعة الحزينة    | Vendredi saint  |
| الاثنين بعد الفصح | اثنين الفصح       | Lundi de Pâques |
| 15 أغسطس          | عيد انتقال عذراء  | Assomption      |
| 1 نوفمبر          | جميع القديسين     | Toussaint       |
| 25 ديسمبر         | عيد الميلاد       | Noël            |
| 26 ديسمبر         | يوم القديس ستيفان | Saint-Étienne   |

### الرموز الدينية في المدارس
يُسمح مبدئيا بارتداء الرموز الدينية بحريّة في الأماكن العامة والخدمات العامة، مع بعض التحفظات (الصحة، والأمن، وحسن سير الخدمة، وإلى آخره). وهناك قانونان اثنان فقط ينظّمان ارتداء المواطنين والمنتفعين بالخدمات العامّة للرموز الدينية. ويحظر القانون المؤرّخ في 15 مارس 2004 جميع الرموز والأزياء التي يُعبّر التلاميذ من خلال ارتدائها تعبيراً جلياً عن انتمائهم الديني، بغية حماية المدرسة الحكومية من التعبير عن الهوية والطائفة. ومنها على سبيل المثال الحجاب الإسلامي والقلنسوة اليهودية والصليب المسيحي ذو الحجم الكبير وعمامة السيخ. ولكن يجوز ارتداء الرموز الدينية الخفي.
تملك الكنيسة الرومانية الكاثوليكية شبكة واسعة من مؤسسات التعليم في فرنسا من مدارس وجامعات، حوالي 90% من مجمل المدارس الخاصة في فرنسا هي مدارس كاثوليكيَّة. وتشهد المدارس الكاثوليكيَّة ارتفاعًا في أعداد الطلاب المسلمين المنضمين اليها بسبب جودة مستوى التعليم وبسبب الجو الديني المتسامح بالمقارنة مع الجو العلماني المتطرف في المدارس الحكوميَّة.

### الوضع الحالي

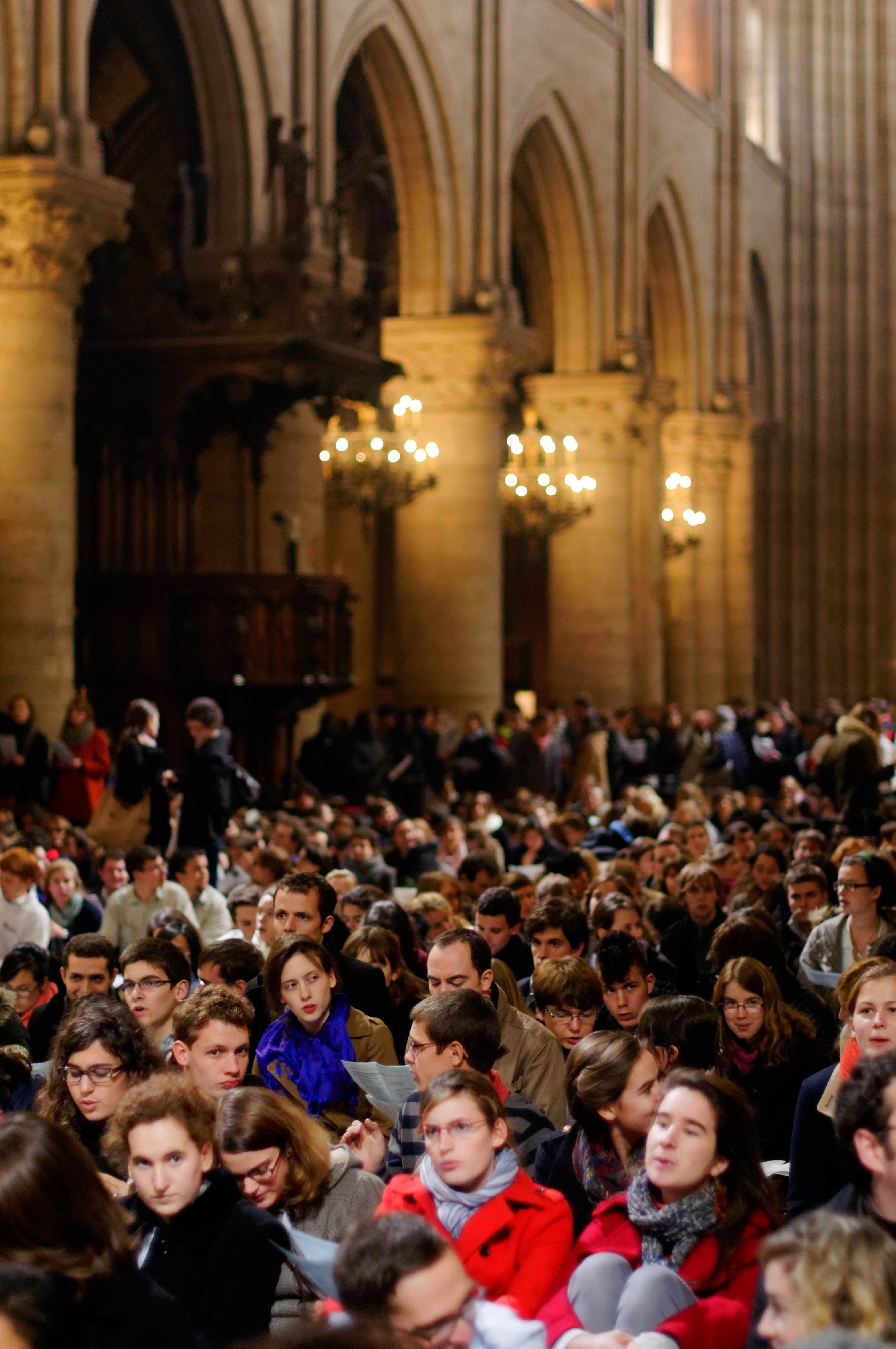
شبيبة جامعيَّة تؤدي الصلوات في كاتدرائية نوتردام دو بار.

وجدت دراسة قامت بها مركز بيو للأبحاث عام 2018 أنَّ حوالي 64% من الفرنسيين قالوا أنهم مسيحيين وبحسب الدراسة تأتي الكاثوليكيَّة بمقدمة الطوائف المسيحيَّة مع حوالي 60% من السكان، وأعتبر حوالي 46% أنفسهم مسيحيين اسميين وحوالي 18% قال أنه  يُداوم على حضور القداس. عمومًا حصل حوالي 83% من مجمل الفرنسيين على سر المعمودية، وقال حوالي 75% أنه تربى على التقاليد المسيحيَّة، بالمجمل قال حوالي 83% من الفرنسيين الذين تربوا على التقاليد المسيحيَّة ما زالوا يعتبرون أنفسهم مسيحيين، في حين أنَّ النسبة المتبقيَّة معظمها لا تنتسب إلى ديانة. حوالي 3% من المسيحيين في فرنسا تربوا على تقاليد دينية غير مسيحيَّة وتحولوا للمسيحية لاحقاً.
وبحسب الدارسة قال 54% من المسيحيين الفرنسيين أنَّ للدين أهميَّة في حياتهم، وقال 95% من المسيحيين الفرنسيين المُداومين على حضور القداس أنهم يؤمنون بالله بالمقابل قال 69% من المسيحيين الإسميين ذلك. ويُداوم حوالي 28% من المسيحيين الفرنسيين على حضور القداس على الأقل مرة في شهر، ويصوم حوالي 13% منهم خلال فترات الصوم، ويرتدي 21% الرموز المسيحيَّة، ويُقدم حوالي 23% منهم الصدقة أو العُشور، ويُشارك 10% معتقداتهم مع الآخرين، في حين أنَّ 49% من المسيحيين  يُداومون على الصلاة ويعتبر 49% منهم متدينين.
كما وحصل 98% من مجمل المسيحيين الفرنسيين على سر المعمودية، وقال 89% منهم أنه سيربي طفله على الديانة المسيحيَّة، يذكر أن حوالي 7% من غير المنتسبين لأي ديانة قال أنه سيربي طفله على الديانة المسيحيَّة. بحسب الدراسة أعرب حوالي 67% من الفرنسيين المسيحيين بأنَّ هويتهم المسيحيَّة هي مصدر فخر واعتزاز بالنسبة لهم، ويوافق 44% منهم على التصريح أنَّ المسيحية هي عاملًا هامًا لكي تكون وطنيًا. وقال 87% منهم أنه يعرف «الكثير» عن المسيحية.
على المستوى الإجتماعي والسياسي قال 53% من الفرنسيين المسيحيين أن الكنائس تلعب دور ايجابي في مساعدة الفقراء والمحتاجين، وعبرَّ 63% من المسيحيين المتلزمين للغاية عن وجهات نظر إيجابية للمؤسسات الدينية مقابل 34% من المسيحيين الأقل التزاماً. ورفض 74% من الفرنسيين المسيحيين القول أنَّ «العِلم يجعل الدين غير ضروري في حياتي!»، كما وقال 5% من الفرنسيين المسيحيين أن تعاليم المسيحيَّة تُروج للعنف مقابل 18% منهم قال أن تعاليم الإسلام تُروج للعنف، كما وقال حوالي 54% منهم أنه يعرف شخص يهودي على المستوى الشخصي، ويعرف حوالي 80% شخص ملحد على المستوى الشخصي، ويعرف حوالي 77% شخص مُسلم على المستوى الشخصي. وقال 20% من الفرنسيين المسيحيين أنهم غير مستعدين لتقبل اليهود داخل عائلتهم، بالمقابل يقول 31% من الفرنسيين الكاثوليك بأنه غير مستعد لتقبل المسلمين داخل عائلتهم. يذكر أنه وفقاً لمركز بيو للأبحاث 94% من المسيحيين الفرنسيين متزوجين من أشخاص من نفس الديانة.

### معالم مسيحية فرنسية
تضم قائمة مواقع التراث العالمي لليونسكو حوالي 560 كنيسة كاثوليكيَّة، وتأتي فرنسا (37) في المرتبة الثالثة بين  الدول الأوروبية التي تضم أكبر عدد من الكنائس الكاثوليكيَّة الموجودة في قائمة مواقع التراث العالمي لليونسكو بعد إيطاليا (126) وإسبانيا (72).

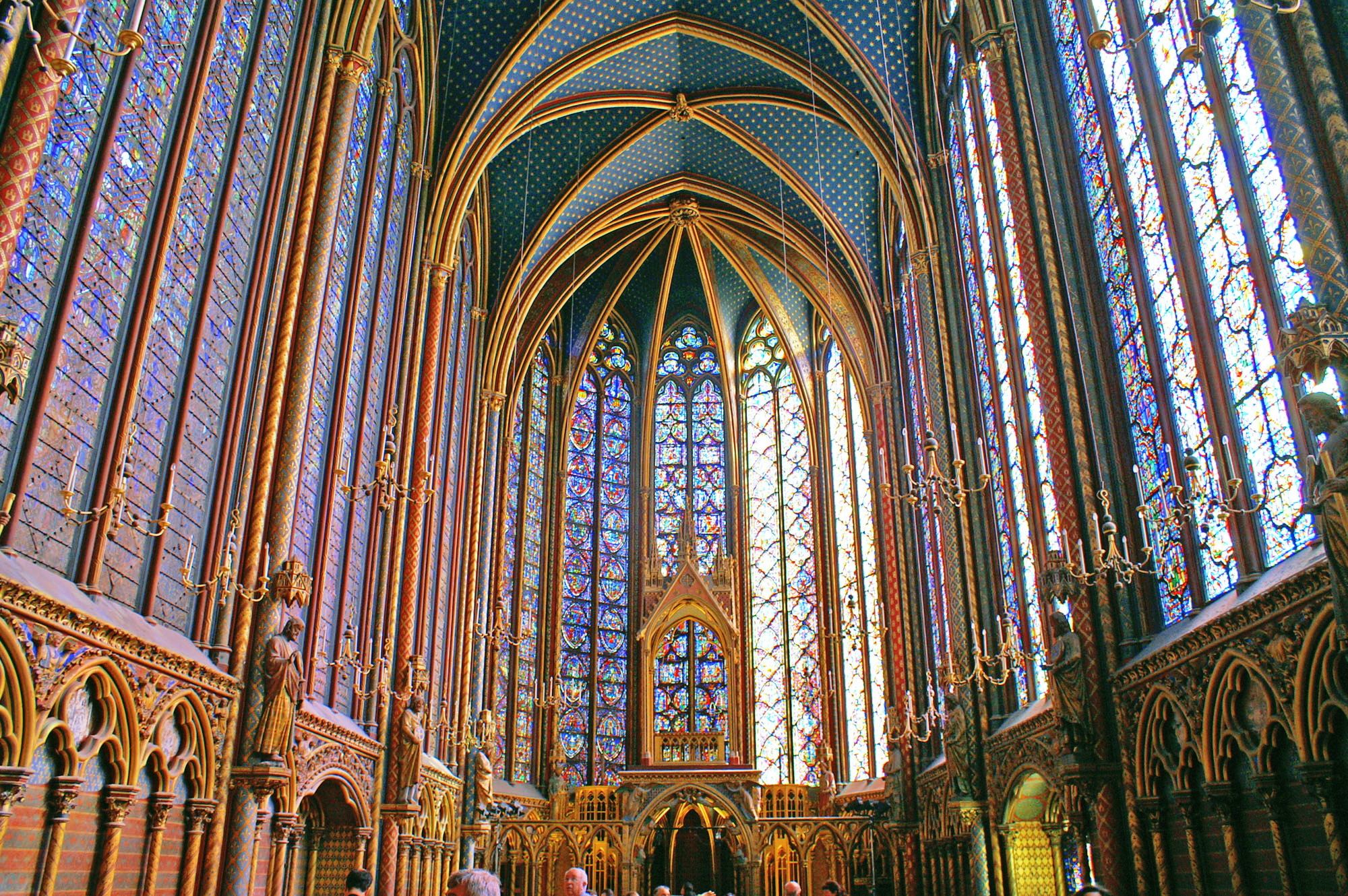
كابيلا القديس الملك لويس التاسع، مصلى القصر الملكي في باريس.
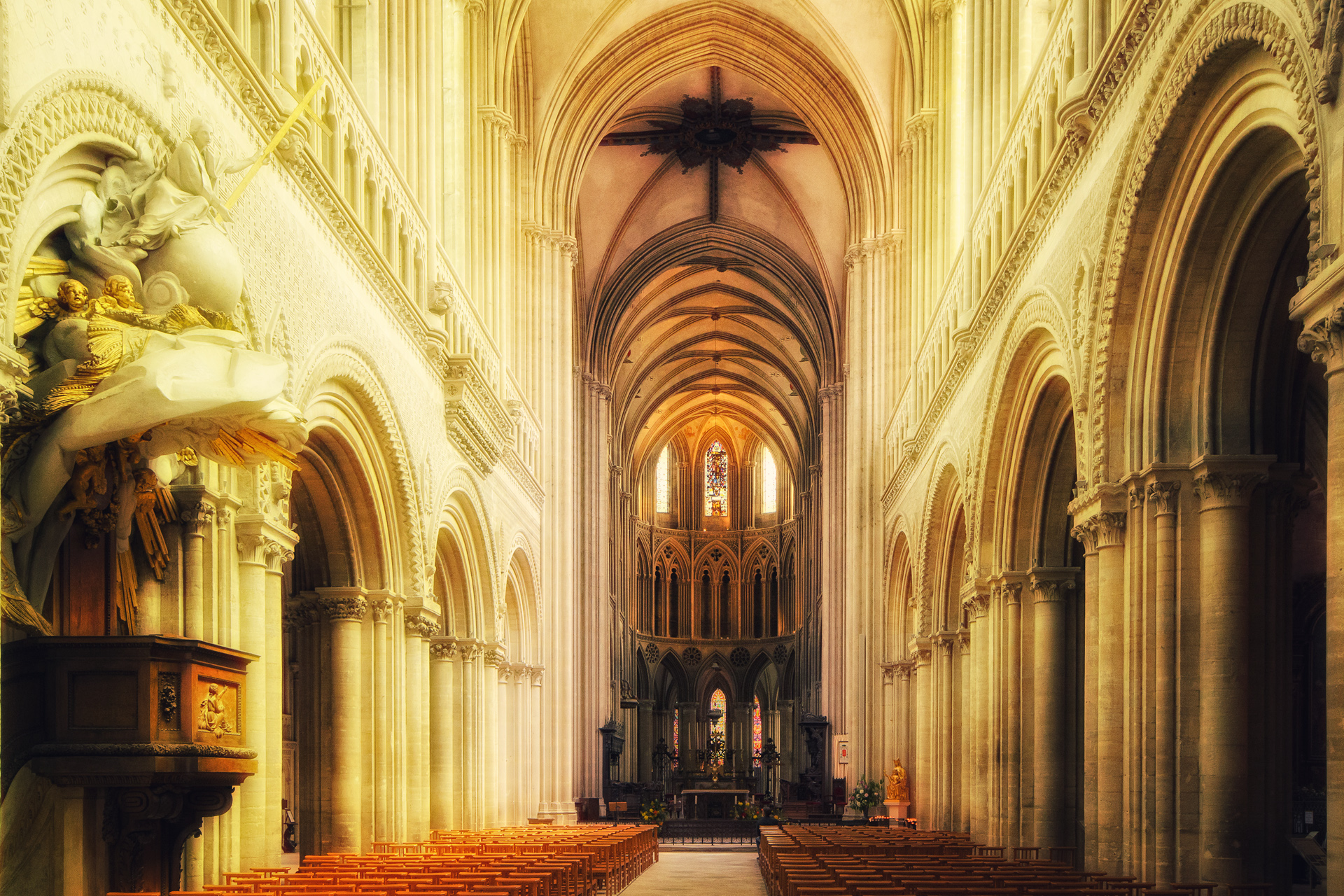
كاتدرائية بايو.
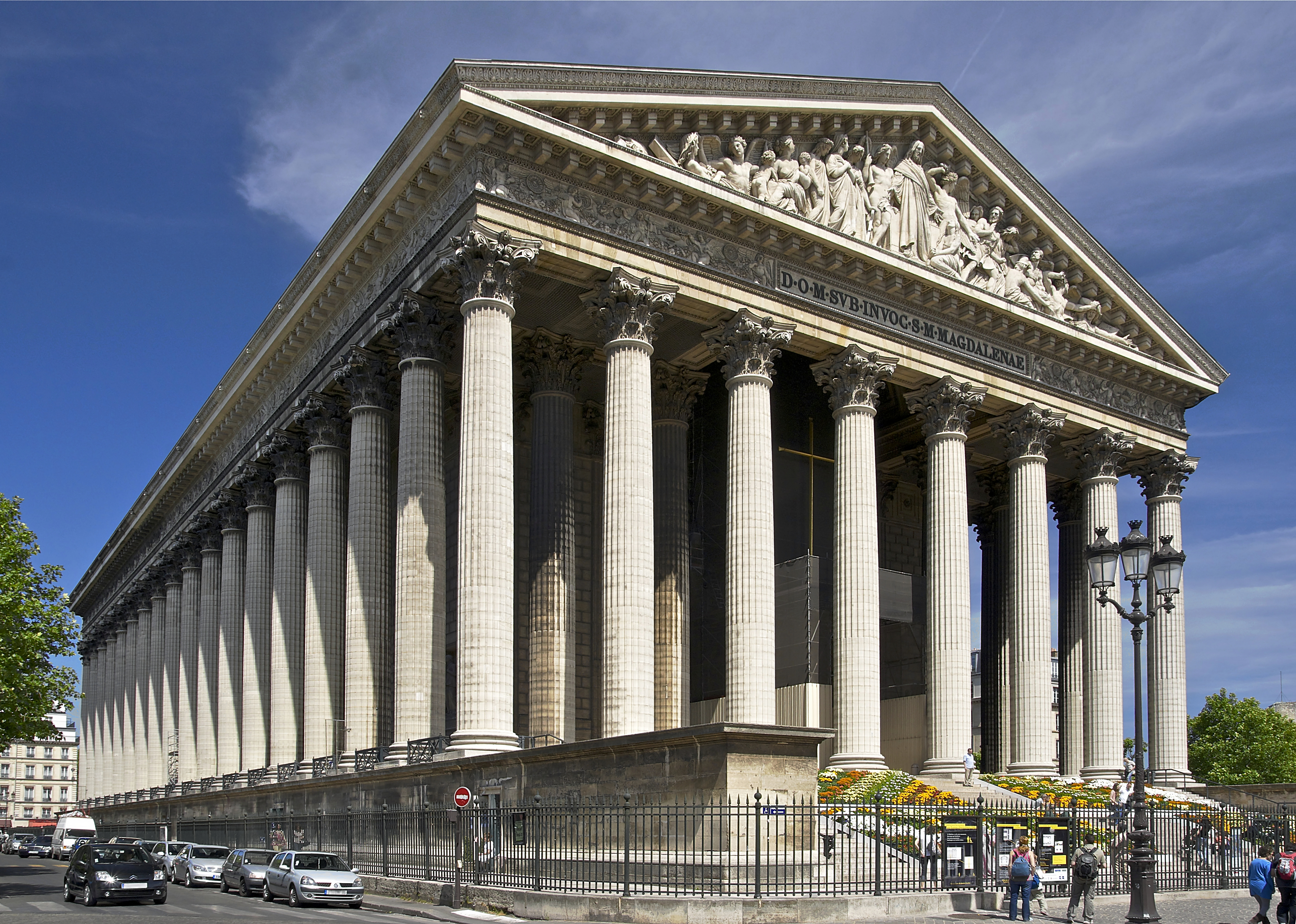
كاتدرائية مادلين في باريس.
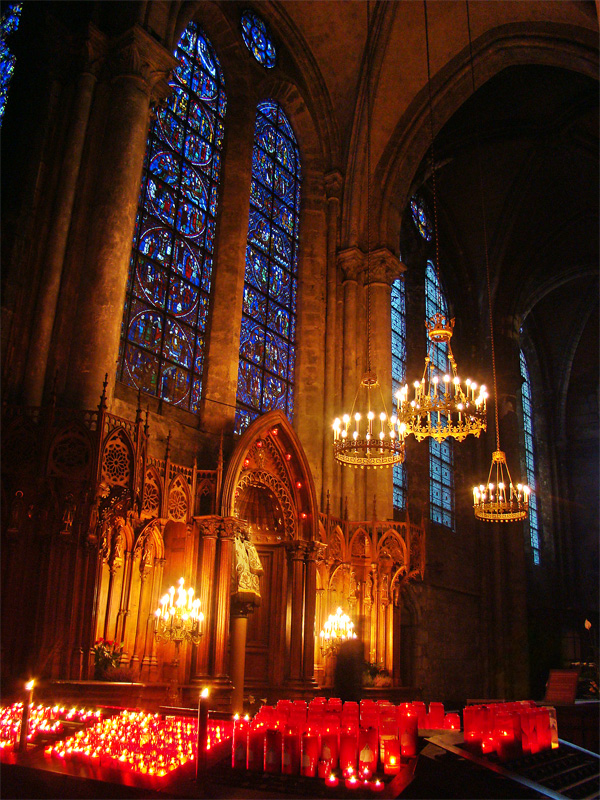
كاتدرائية شارتر وهي من مواقع التراث العالمي.
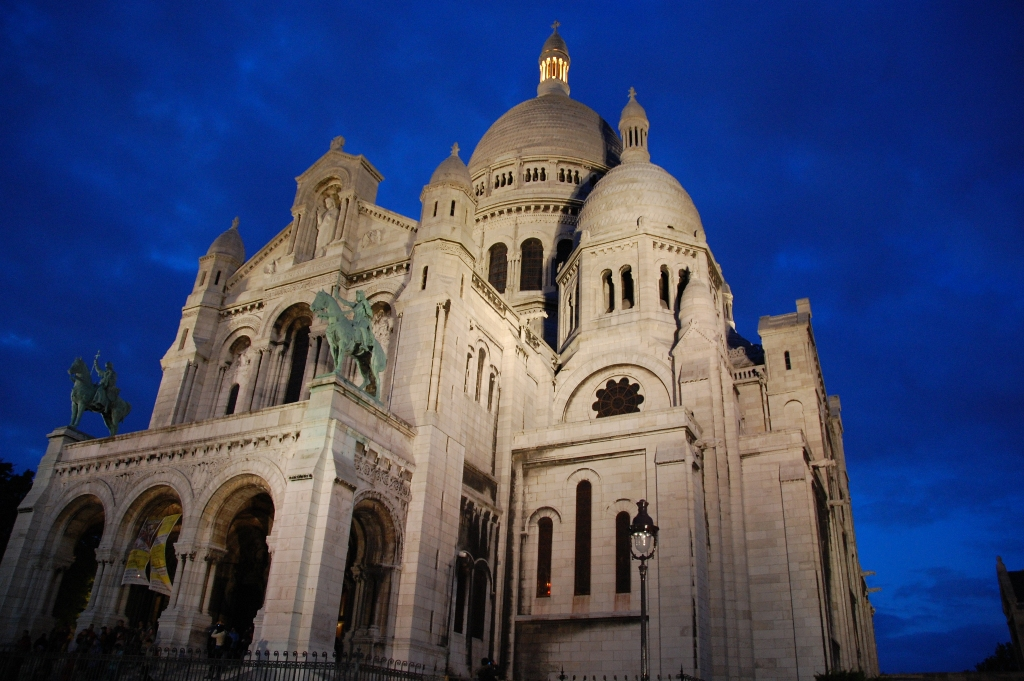
بازيليكا القلب المقدس في باريس.
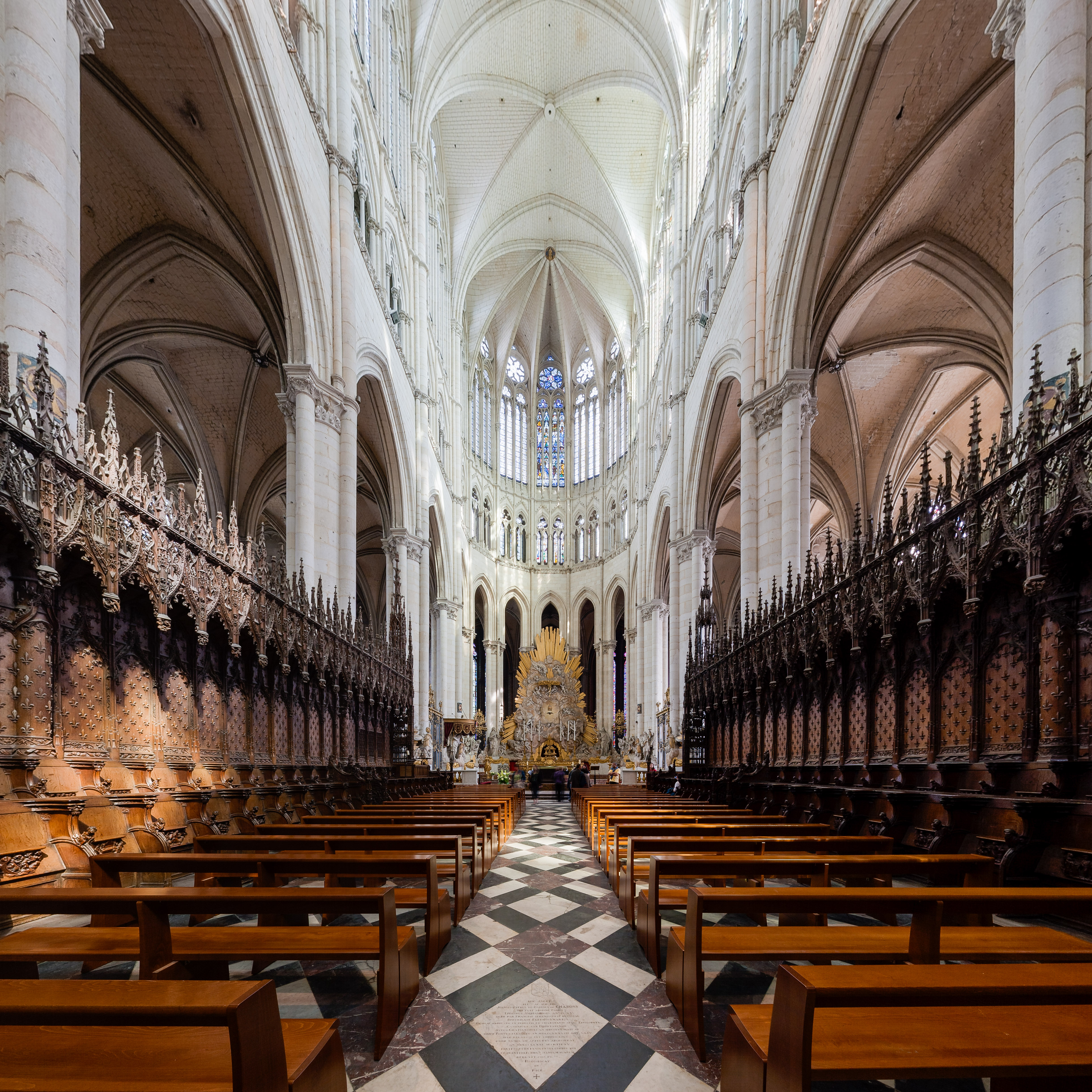
كاتدرائية امينس.
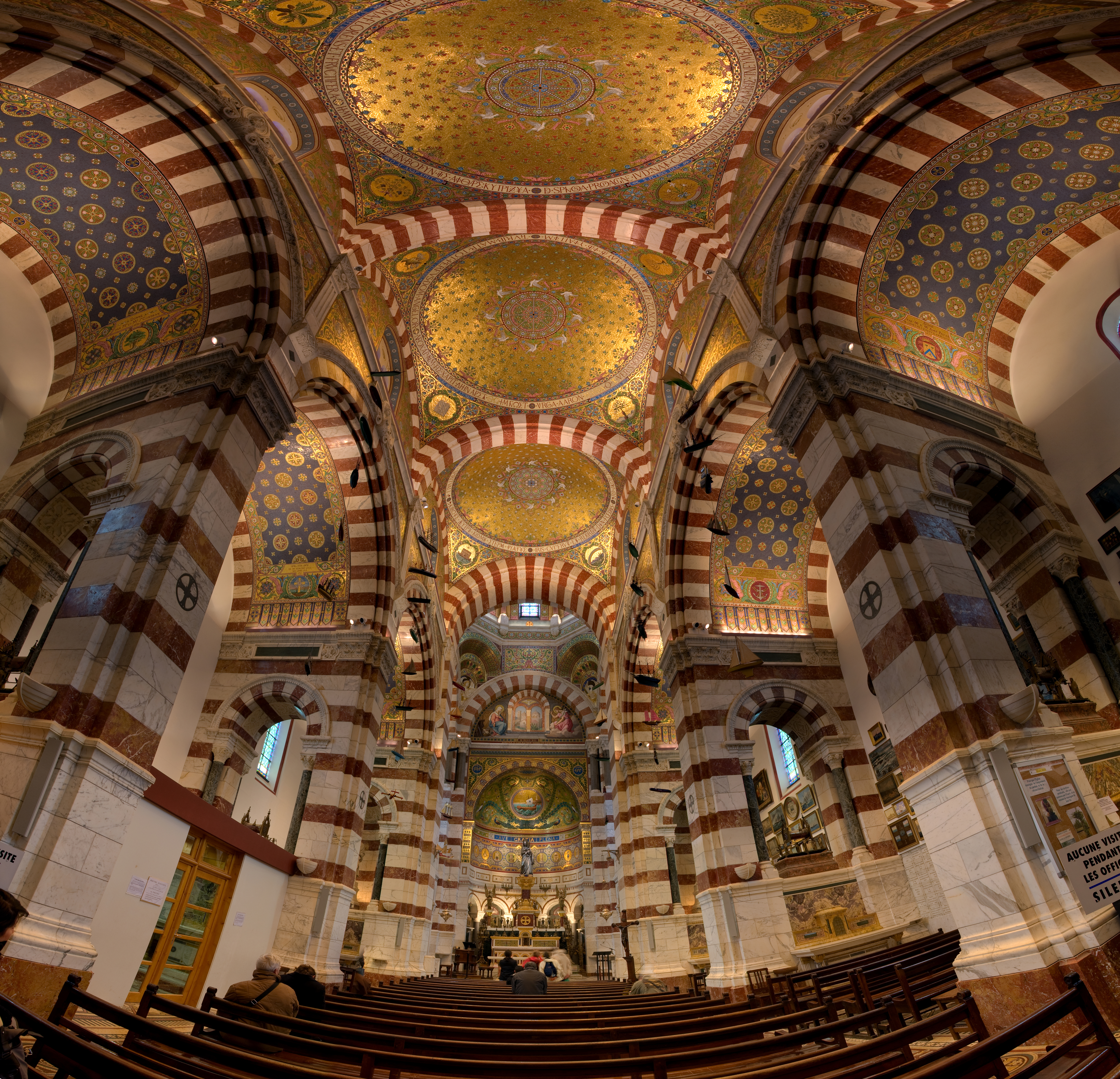
كاتدرائية نوتردام دي لا غارد في مارسيليا.
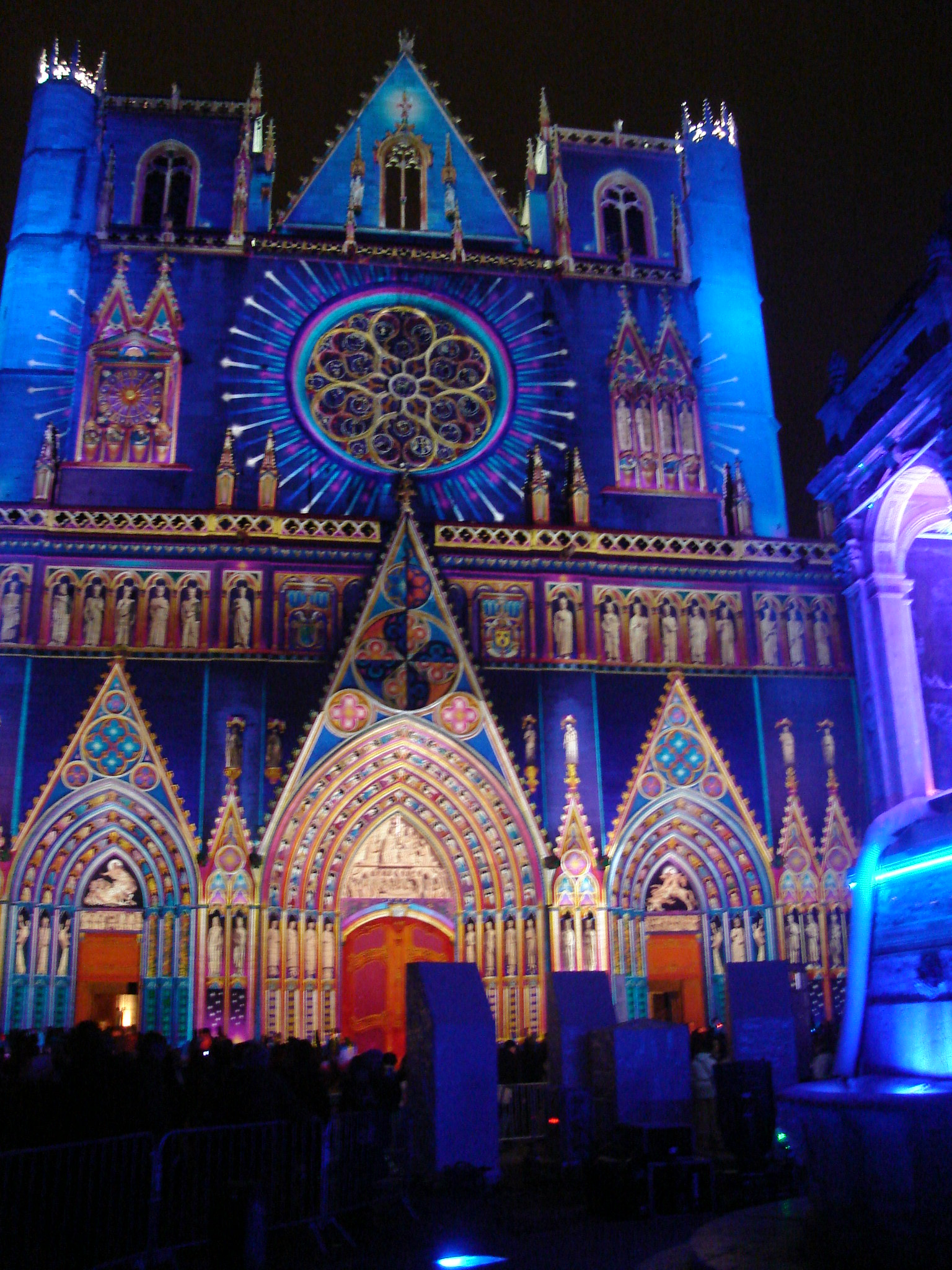
كاتدرائية القديس يوحنا في ليون.
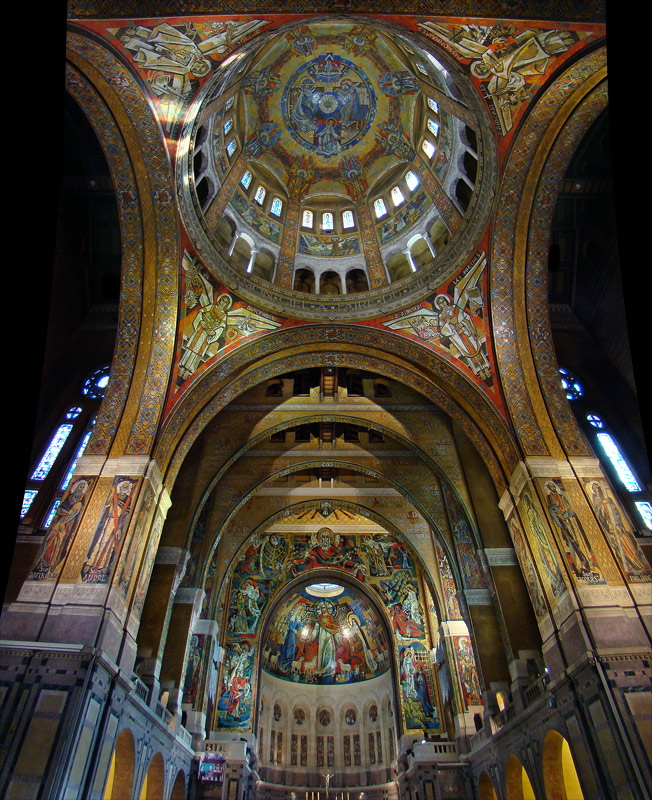
بازيليكا القديسة تريزا في ليزيو.
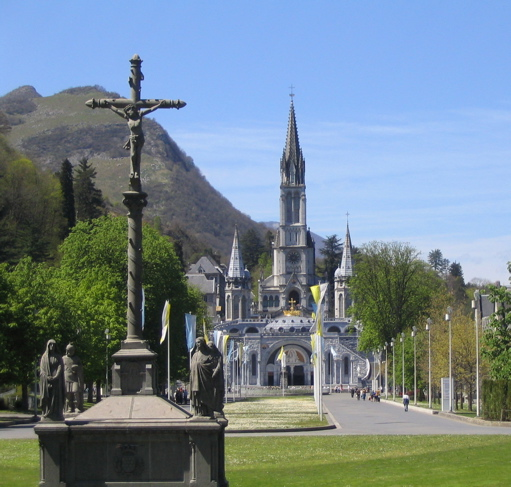
بازيليكا سيدة لورد.
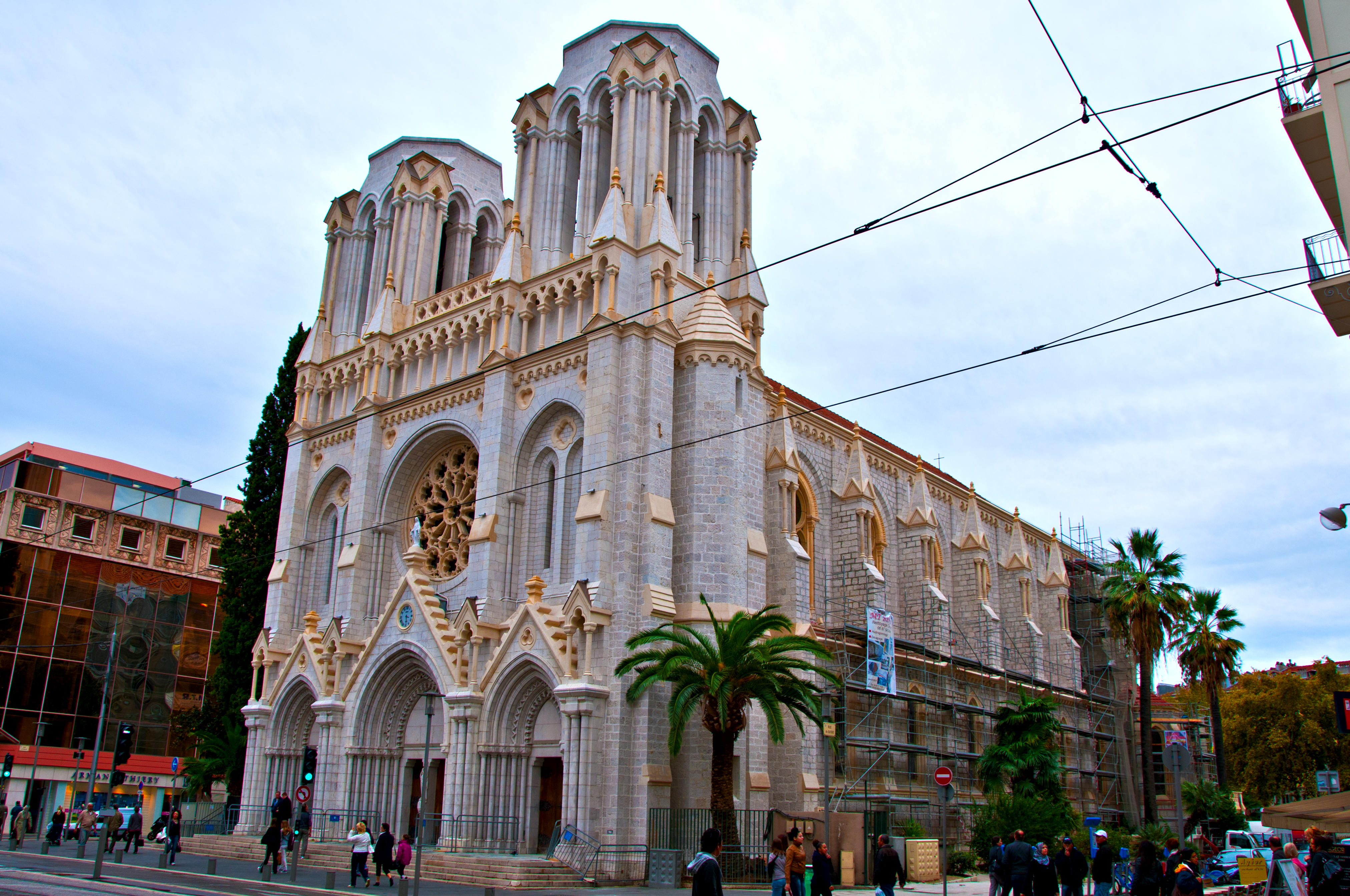
كاتدرائية سيدة نيس.
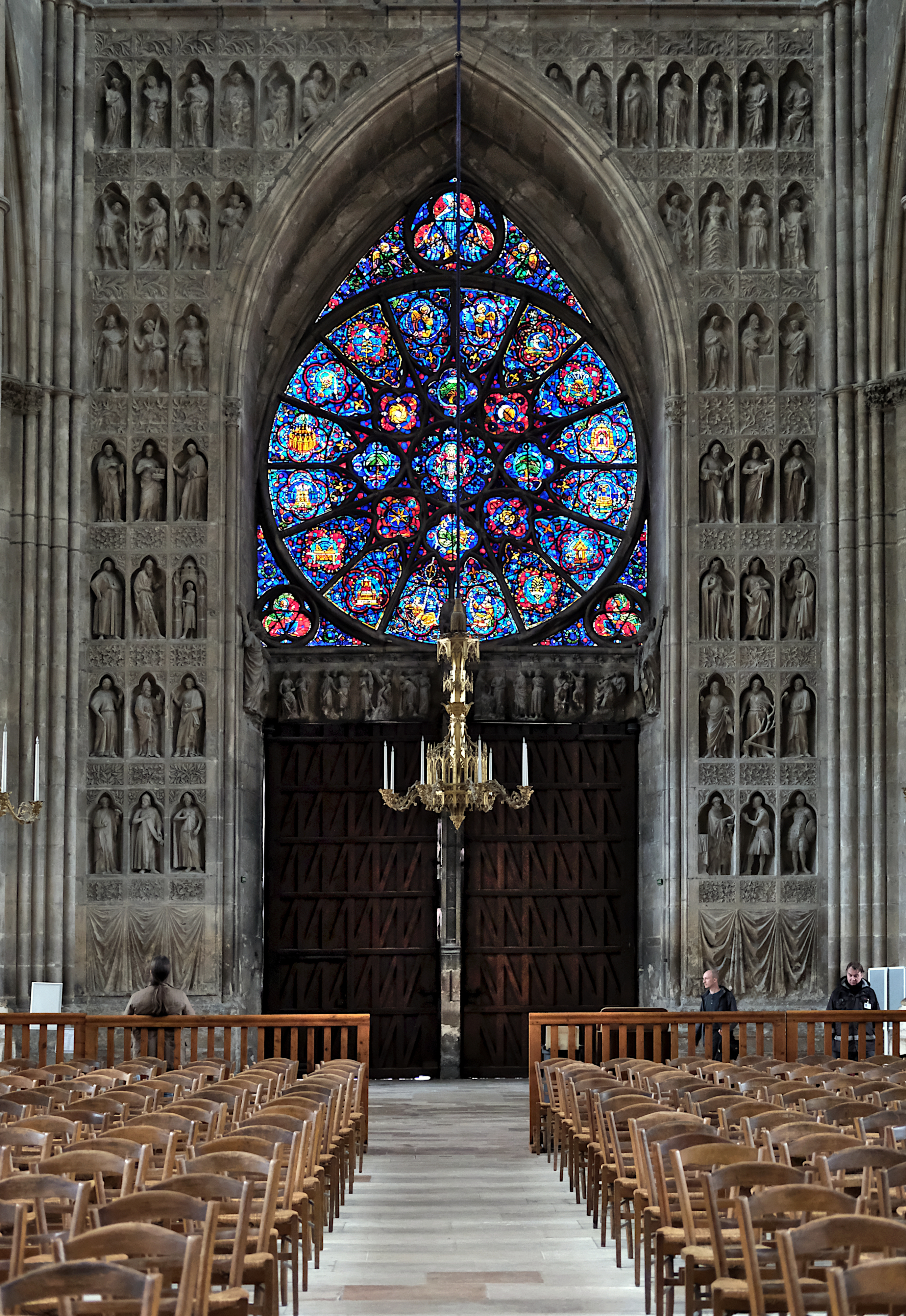
كاتدرائية ريمس في ريمس.
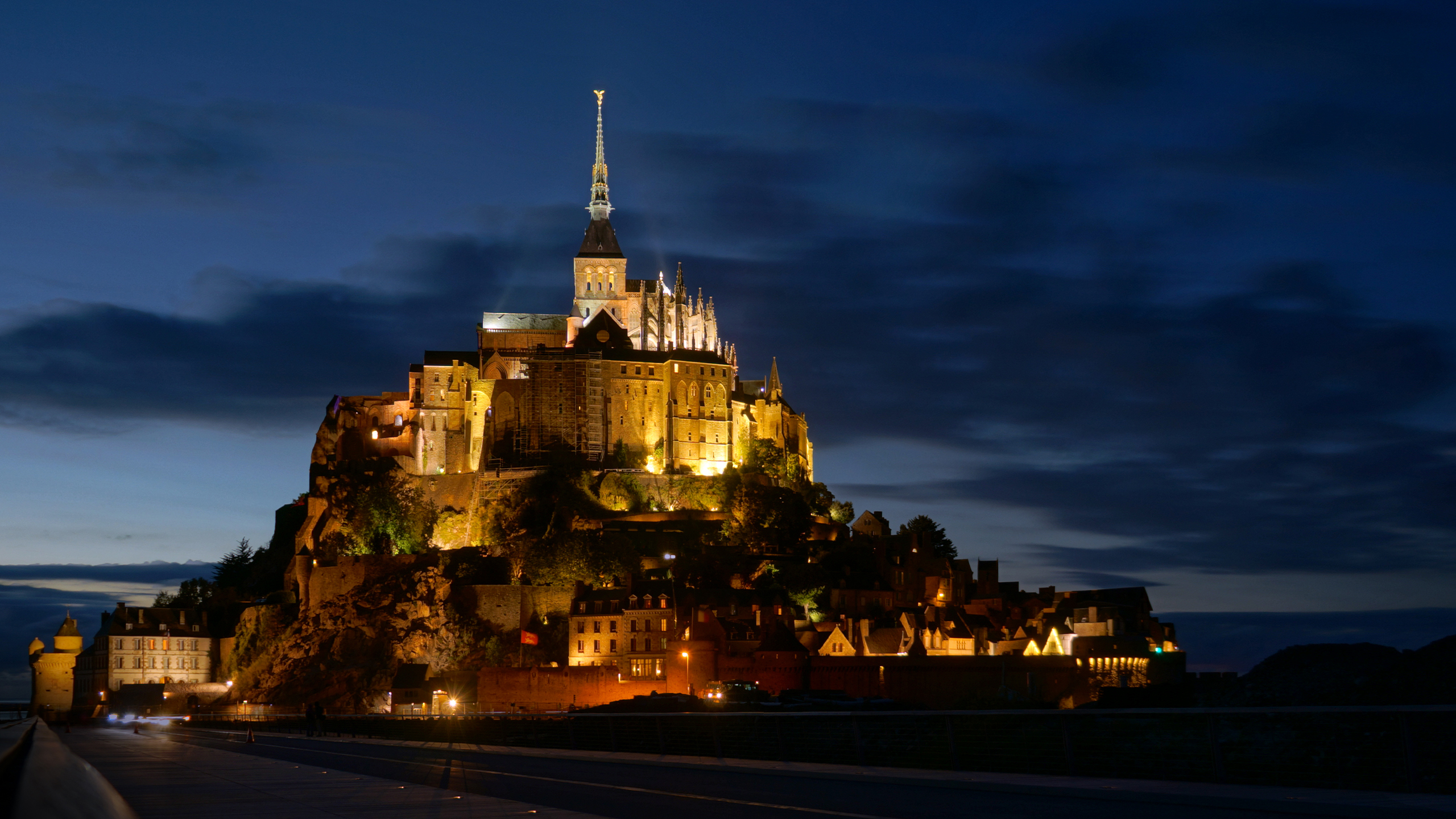
كنيسة وقلعة جبل القديس ميشيل.
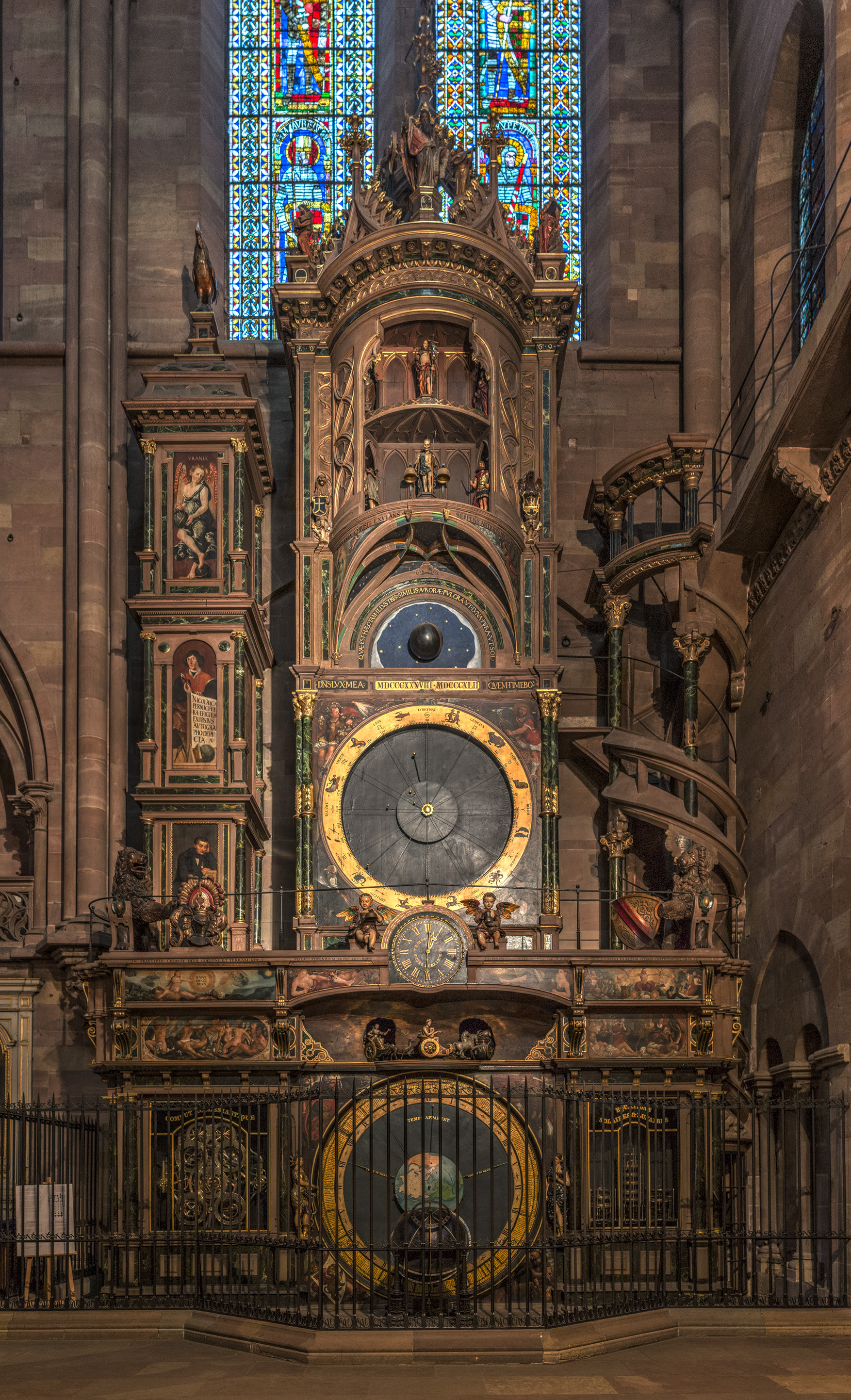
الساعة الفلكية في كاتدرائية ستراسبورغ.
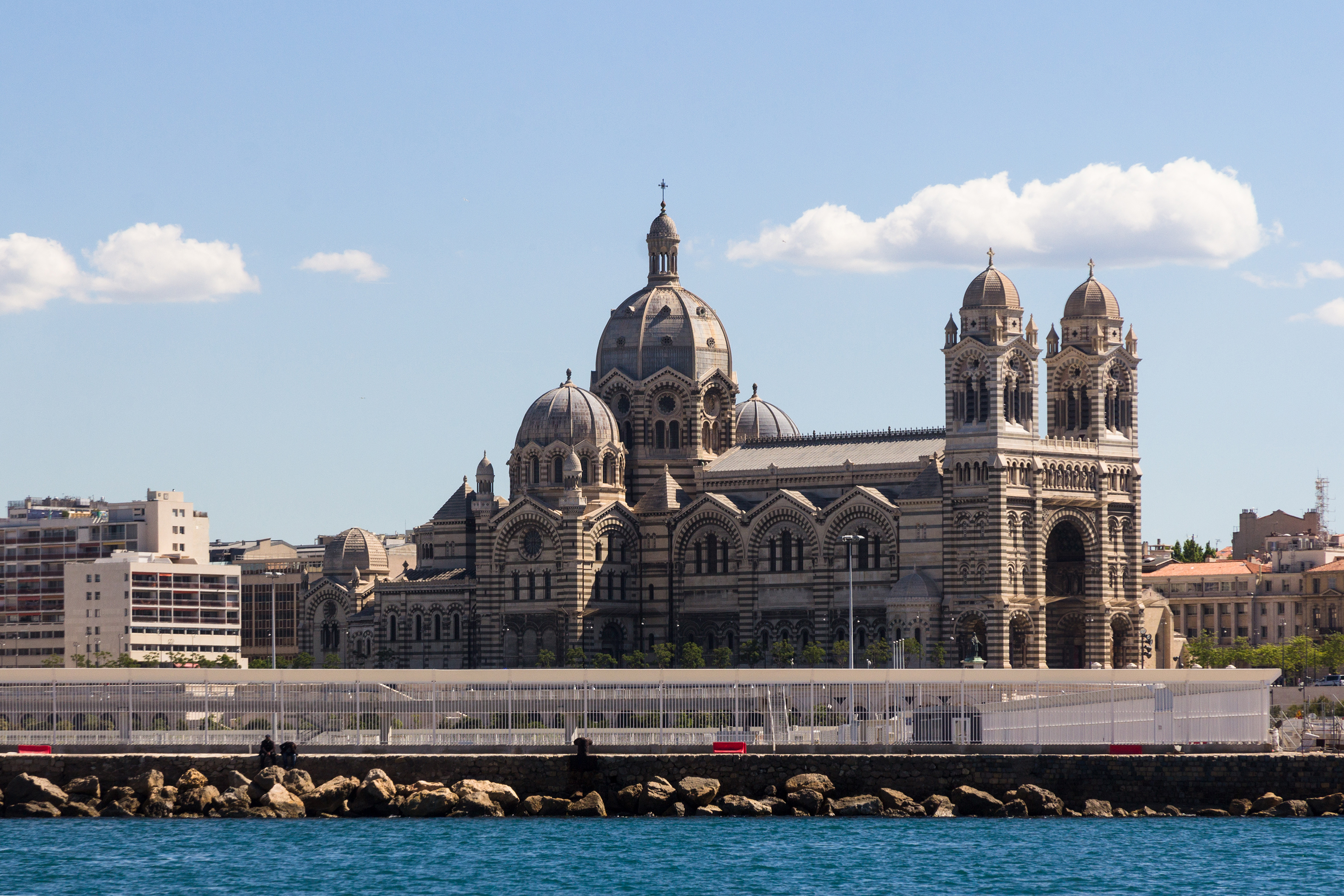
كاتدرائية مرسيليا.